# Osaka
Osaka (AFI: /oˈzaka/ o, meglio, /oˈsaka/; in giapponese 大阪?, Ōsaka, AFI: /ǒːsáká/ ), ufficialmente città di Ōsaka (大阪市?, Ōsaka-shi), è una città del Giappone di oltre 2,75 milioni di abitanti situata nella regione del Kansai, nell'isola di Honshū, alla foce dei fiumi Yodo e Yamato. È la capitale dell'omonima prefettura e la seconda città del Giappone per numero di abitanti dopo Yokohama (terza se si considera Tokyo, ritenuta però una metropoli, e non una città, dall'ordinamento amministrativo giapponese), posta al centro della popolata area metropolitana chiamata Keihanshin, di cui fanno parte Kōbe e Kyoto, con le quali raggiunge il numero di 17.510.000 abitanti.
Osaka fu storicamente la capitale commerciale del Giappone, di cui è uno dei maggiori distretti industriali e portuali.
Un primato singolare detenuto dalla città è il più alto rapporto tra la popolazione diurna e quella notturna (141%), che dimostra l'importanza di Osaka come centro economico e commerciale: mentre di notte la popolazione arriva a 2,6 milioni di abitanti, piazzando la città al terzo posto del Giappone, durante il giorno cresce fino a 3,7 milioni, seconda solo a Tokyo.
Inoltre, Osaka è tradizionalmente considerata la "cucina del Paese" (天下の台所?, tenka no daidokoro) o la "capitale della buona tavola" del Giappone.

## Geografia fisica

### Territorio
Il lato ovest della città si affaccia sulla baia di Ōsaka, estremità orientale del mare interno di Seto. Sugli altri lati, la città è circondata da dieci municipalità più piccole appartenenti alla Prefettura di Ōsaka, e dalla città di Amagasaki, che fa parte della Prefettura di Hyōgo, nel nord-ovest. L'area che delimita i confini comunali è la più grande fra quelle degli altri comuni e distretti della prefettura.

#### Corsi d'acqua

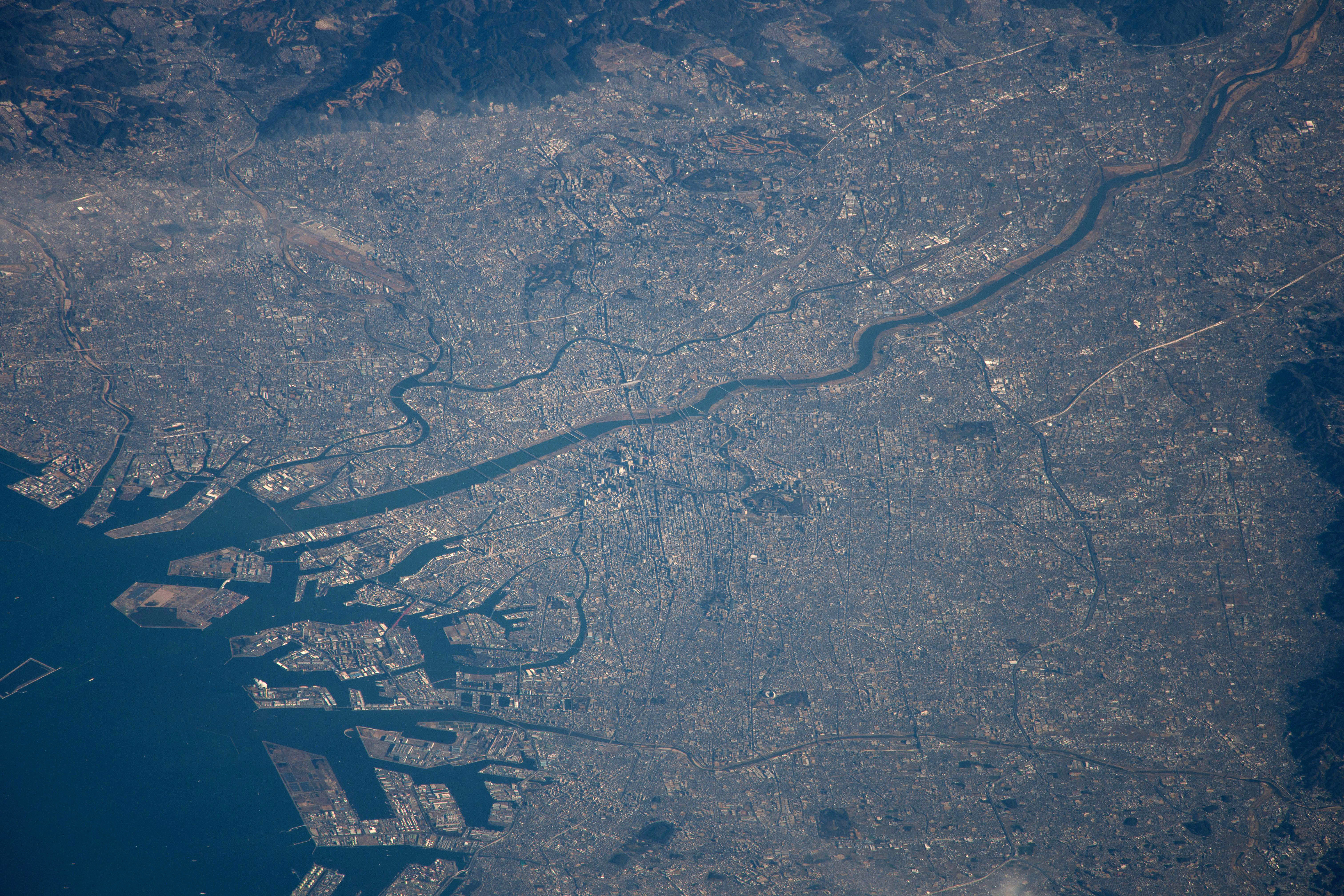
Foce dello Yodogawa

Grafico che rappresenta l'idrografia cittadina, con in risalto i vari segmenti del Kyū-Yodo

Ōsaka è attraversata da diversi corsi d'acqua, il principale dei quali è lo Yodo. Tale fiume storicamente era fonte di esondazioni e agli inizi del XX secolo fu scavato un canale che porta al mare per divertirne le acque. Il nome Yodo è stato lasciato al nuovo canale, che attraversa da est a ovest il nord della città, separando il centro dai quartieri che hanno preso il nome del fiume. Il vecchio corso ha preso il nome di fiume Kyū-Yodo (旧淀川?, Kyū-Yodo-gawa) e, in particolare, viene convenzionalmente suddiviso in quattro parti, ciascuna avente un proprio nome. Dal punto in cui è unito al canale Yodo, scorre verso sud e prende il nome Ōkawa (大川, letteralmente: grande fiume), piega poi a ovest e subito dopo si sdoppia formando la stretta isola di Nakanoshima (isola centrale), lunga circa 3 km, vero e proprio nucleo della municipalità moderna. I due rami prendono i nomi Dōjimagawa (堂島川, lett. fiume a nord dell'isola) quello a nord e Tosabori-gawa (土佐堀川) quello a sud. Il tratto tra l'isola e il mare si chiama Ajigawa (安治川).
Altri fiumi cittadini sono il Kanzakigawa, che segna il confine nord di Ōsaka e confluisce nel canale Yodo in corrispondenza della foce e lo Yamato, proveniente dalla provincia di Nara e che segna il confine comunale meridionale, oltre il quale si estendono Sakai e Matsubara. La fitta rete di canali cittadini, costruiti per scongiurare le inondazioni, ha generato l'espressione famosa del passato "Gli 808 ponti di Naniwa", in cui Naniwa è il vecchio nome di Ōsaka, mentre il numero 808 in Giappone simboleggia il concetto di "incalcolabile" ed indica l'enorme numero di ponti che attraversano i vari canali e fiumi della città.

#### Orografia
Il territorio di Ōsaka è prevalentemente pianeggiante a eccezione di Uemachi-daichi, basso altopiano lungo 12 km e largo 2,5 che in tempi remoti era l'unica parte emersa dal mare dell'odierna città. Il punto più alto del territorio comunale è posto a 27,5 m s.l.m., nel quartiere orientale di Tsurumi-ku, mentre il più basso è 2,2 m sotto il livello del mare nel quartiere nord-occidentale di Nishiyodogawa-ku.

### Clima
Il clima di Osaka viene classificato come caldo e temperato. Nel sistema di Köppen è classificato Cfa. Sono frequenti le precipitazioni piovose anche nei mesi caldi.
| Temperature medie rilevate a Chuo-ku, 2004 | Gen  | Feb  | Mar  | Apr   | Mag   | Giu   | Lug  | Ago   | Set   | Ott   | Nov   | Dic  | Anno   |
| ------------------------------------------ | ---- | ---- | ---- | ----- | ----- | ----- | ---- | ----- | ----- | ----- | ----- | ---- | ------ |
| Media max °C                               | 9,4  | 12,6 | 14,8 | 21,6  | 25,7  | 29,3  | 34,0 | 33,3  | 30,7  | 23,2  | 19,4  | 14,5 | 22,4   |
| Media °C                                   | 5,8  | 7,9  | 10,2 | 16,4  | 21,1  | 24,8  | 29,5 | 28,4  | 26,2  | 19,0  | 15,2  | 10,2 | 17,9   |
| Media min °C                               | 2,6  | 3,8  | 6,0  | 11,3  | 17,2  | 21,3  | 26,2 | 25,1  | 22,9  | 15,7  | 11,4  | 6,5  | 14,2   |
| Media umidità %                            | 59   | 56   | 57   | 54    | 65    | 66    | 63   | 66    | 67    | 69    | 66    | 64   | 63     |
| precipitazioni (mm)                        | 19,0 | 47,5 | 75,5 | 125,0 | 281,5 | 133,5 | 42,0 | 106,5 | 202,5 | 356,0 | 117,5 | 88,0 | 1594,5 |

## Origini del nome
Letteralmente Osaka (大阪?, Ōsaka) significa «grande pendio». Non è chiaro quando l'antica città di Naniwa prese il nome Ōsaka, che compare per la prima volta nel 1496 in un testo sulla fondazione del tempio Ishiyama Hongan-ji, costruito sull'altura di Uemachi-daichi (letteralmente: altopiano della città alta), quando la cittadella che lo circondava fu chiamata Ōzaka (大坂?). A quel tempo, il secondo kanji era 坂 invece di 阪. All'inizio del periodo Meiji, il governo cambiò il secondo kanji perché il precedente può essere interpretato, se si leggono i radicali separatamente, come «ritornare alla terra» ('土'に'返'る?, Tsuchi ni kaeru), che sembrava un po' lugubre. 阪 rimane il kanji ufficiale dei giorni nostri, mentre il precedente viene usato in modo molto limitato per enfatizzare la storia.

### Pronuncia
In italiano Ōsaka viene di solito pronunciata con una /O/ normale, con la /s/ di rosa (IPA: /z/) e con l'accento sulla prima /a/, il tutto come nel verbo osare. I giapponesi invece la pronunciano con la O allungata (Ō?) e con la /s/ di Savona (IPA: /s/), mentre l'accento di solito non esiste nelle parole giapponesi. Vengono considerate simili a un accento le vocali allungate, la /Ō/ nel caso di Ōsaka.

## Storia

### Le origini - i Periodi Jōmon e Yayoi
Nel periodo Jōmon, attorno al 7.000 a.C., Ōsaka era quasi totalmente sommersa dal mare interno di Seto e il piccolo altopiano Uemachi-daichi (lungo 12 km e largo 2,5), che si trova nella parte sud della città chiamata Uehonmachi, era una penisola. Si pensa che sia stato uno dei luoghi dove si insediarono i primi abitanti del Giappone, sia per le favorevoli condizioni geologiche, ricco com'era di acque dolci e di una rigogliosa vegetazione, sia perché era in una posizione difficilmente attaccabile dal punto di vista militare.
Furono costruiti due porti, uno verso nord che prese il nome Naniwa-tsu, e uno a sud chiamato Sumiyoshi-tsu, che diventarono importanti per gli scambi commerciali con la Cina e la Corea, dalle quali furono importate merci e novità tecnologiche e culturali che si diffusero in tutto il paese.

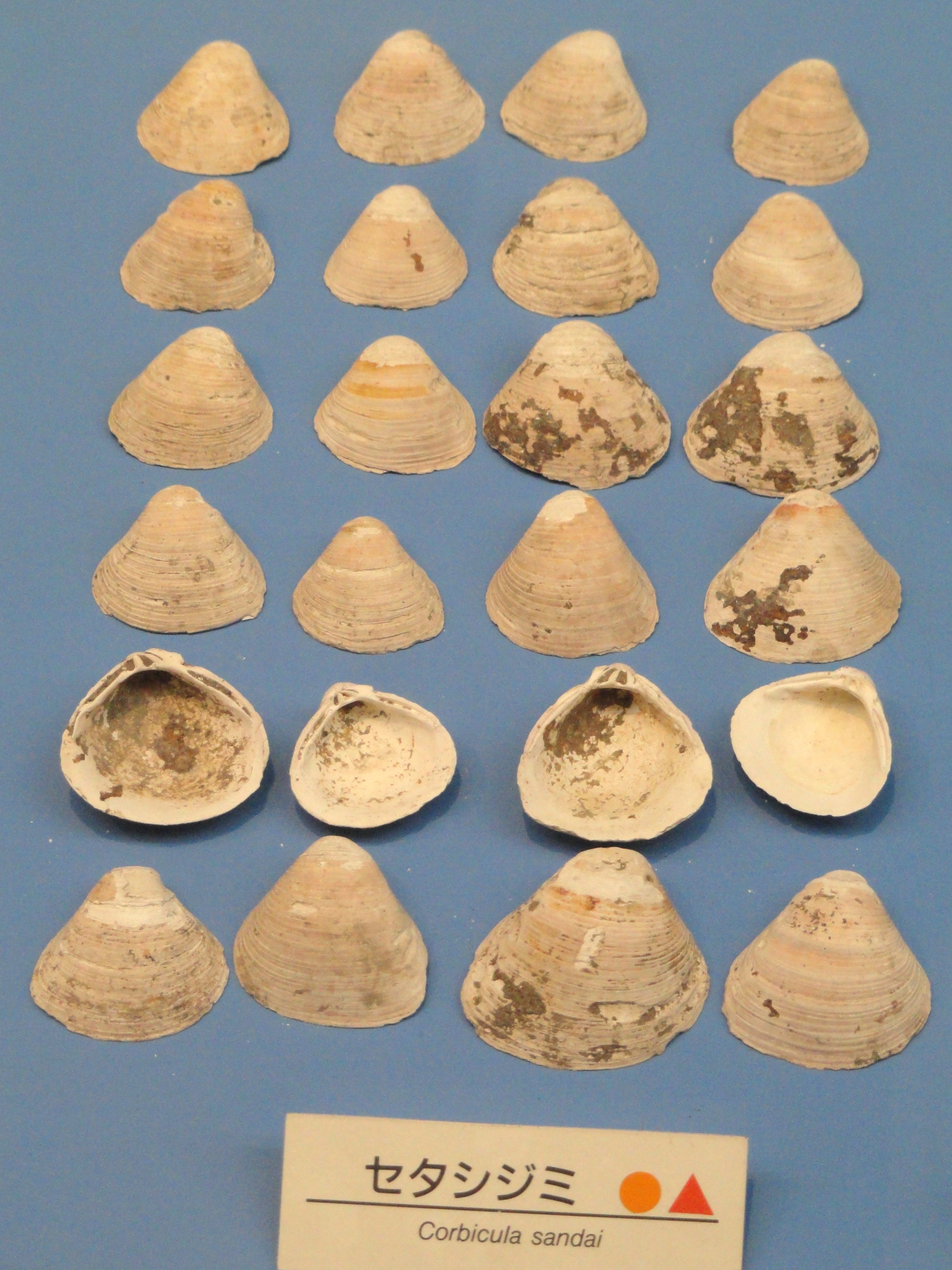
Antiche conchiglie rinvenute nel kaizuka di Morinomiya

Le prime testimonianze di insediamenti nell'area di Ōsaka sono le rovine di Morinomiya (森の宮遺跡?, Morinomiya iseki), situate nel distretto centrale Chūō-ku, dove furono trovati scheletri umani e un kaizuka, una montagnola che conteneva rifiuti, tra i quali vennero alla luce interessanti reperti archeologici. Oltre agli avanzi dei cibi consumati in quel tempo, c'erano teste di frecce, attrezzi in pietra, ami da pesca e terrecotte con scarti della lavorazione del riso. Si è stimato che le rovine contengano i rifiuti di 2.000 anni compresi tra il periodo Jōmon e quello Yayoi. L'accesso al sito archeologico è proibito ma i reperti sono esposti in un edificio adiacente.
Negli anni a cavallo tra la fine del periodo Jōmon e l'inizio di quello Yayoi, i sedimenti che si depositavano a nord della penisola/altopiano Uemachi-daichi trasformarono il braccio di mare che si estendeva a est in una laguna che fu chiamata Kawachi. Durante il Periodo Yayoi (300 a.C.-250 d.C.), gli insediamenti permanenti si moltiplicarono di pari passo con la diffusione della coltivazione del riso.

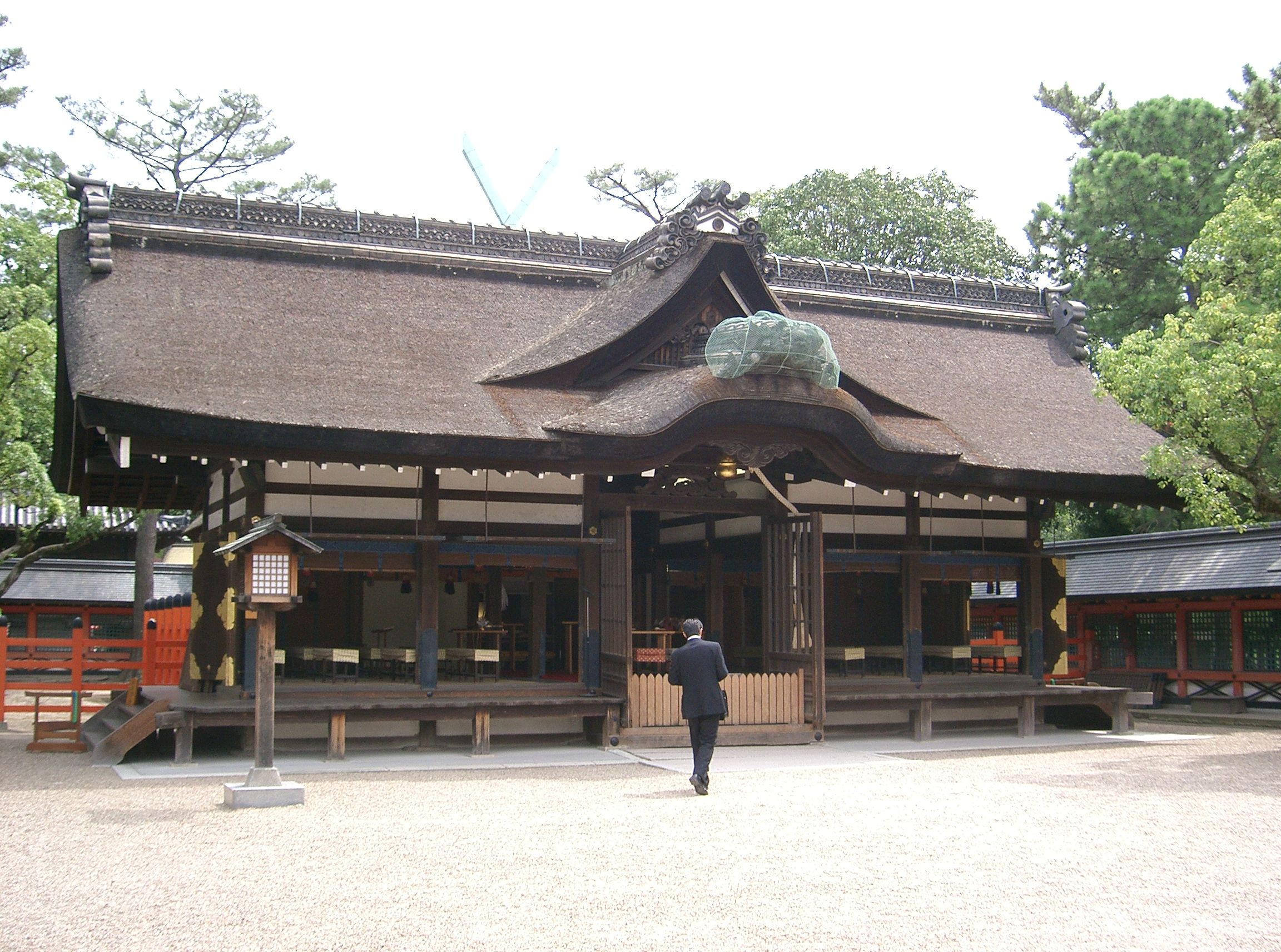
Uno dei templi principali del grande santuario di Sumiyoshi

Agli inizi del III secolo d.C. in prossimità del porto fu inaugurato il grande santuario di Sumiyoshi, commissionato dall'imperatrice consorte Jingū, una struttura templare shintoista sopravvissuta alle vicende storiche, che inaugurò un nuovo stile nella costruzione dei templi Shinto, detto sumiyoshi-zukuri. Il pittoresco panorama marittimo che si godeva dai giardini del tempio ispirò diversi artisti, e ancora oggi le rappresentazioni di quel tipo di paesaggio sono conosciuti come disegni Sumiyoshi.
Verso la fine del periodo Yayoi l'altopiano-penisola Uemachi-daichi si espanse ulteriormente, trasformando la laguna Kawachi in un lago collegato alla foce del fiume Yodo, che si era allargata verso sud.

### Il Periodo Kofun
Nel periodo Kofun (250 d.C.-538), il porto di Naniwa-tsu si affermò come il più importante del Giappone, si intensificarono i traffici con il continente e con altre aree del paese. Questo periodo viene chiamato il periodo dei tumuli, per la grande quantità di tali imponenti siti di sepoltura eretti in quegli anni. I ritrovamenti avvenuti nelle pianure limitrofe, tra i quali il mausoleo del sovrano Nintoku scoperto nella vicina Sakai, testimoniano lo status di città imperiale che Ōsaka aveva raggiunto. A Ōsaka si possono vedere quattro di questi tumuli, al cui interno sono sepolti importanti esponenti della nobiltà. Sono situati nei quartieri meridionali della città e risalgono al V secolo.
Di particolare rilievo tra i lavori eseguiti a quel tempo, lo scavo che ha deviato il corso del fiume Yamato, le cui piene provocavano ingenti danni, e la costruzione di importanti strade in direzione di Sakai e di Nara. I traffici marittimi collegati al porto di Naniwa-tsu aumentarono in modo tale che furono costruiti enormi magazzini per stivare il materiale in arrivo e in partenza.

### I Periodi Asuka e Nara

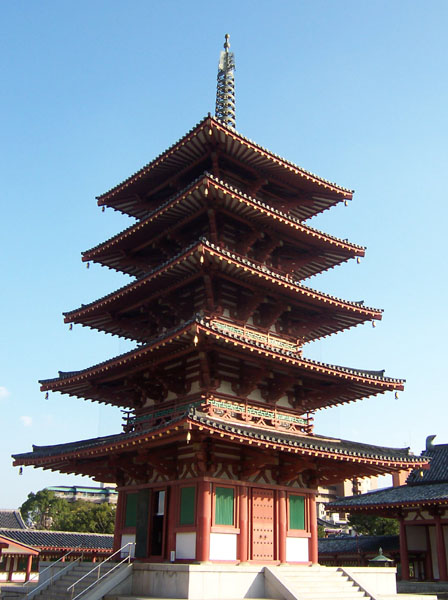
La pagoda di Shitennō-ji

Grazie agli scambi garantiti dal porto di Naniwa-tsu, nel VI secolo furono introdotti dalla Cina il sistema di scrittura a ideogrammi e il buddhismo. Uno dei primi ad abbracciare la nuova dottrina fu il principe reggente Shōtoku Taishi, che fece erigere a Ōsaka il famoso e imponente Shitennō-ji, il primo tempio buddhista che lo stato ha costruito nel paese. Fu costruito nel 593 in prossimità del porto, nell'odierno quartiere meridionale di Tennoji-ku, in modo da esibire ai visitatori stranieri lo splendore della città e dell'intero Giappone.
Nel 645, l'Imperatore del Giappone Kōtoku spostò la capitale da Asuka-kyō a Ōsaka, che a quei tempi si chiamava Naniwa, e vi costruì il suo palazzo Naniwa-no-nagara-no-toyosaki-no-Miya (難波長柄豊碕宮?), cambiando il nome della città in Naniwa-kyō (kyō è il suffisso riservato alla capitale, come nei casi di Kyōto e Tōkyō). L'antico nome Naniwa sopravvive nelle denominazioni dei distretti cittadini di Naniwa-ku (浪速?) e Namba (難波?).
Nel 655 la capitale tornò a essere Asuka, che si trova nell'odierna prefettura di Nara, ma il porto di Naniwa rimase il punto di collegamento principale della capitale con la Corea e la Cina, e il rapporto tra la corte imperiale e Naniwa rimase saldo.
Nel 744, Naniwa fu designata nuovamente capitale dall'Imperatore Shōmu, ma l'anno successivo la corte imperiale si trasferì nuovamente a Heijō-kyō (l'odierna Nara). Verso la fine del periodo Nara l'importanza del porto marittimo di Ōsaka diminuì, ma la città sarebbe rimasta un attivo punto di transito fluviale e stradale tra la nuova capitale Heian-kyō, l'odierna Kyōto, e altre destinazioni.

### Il periodo Heian

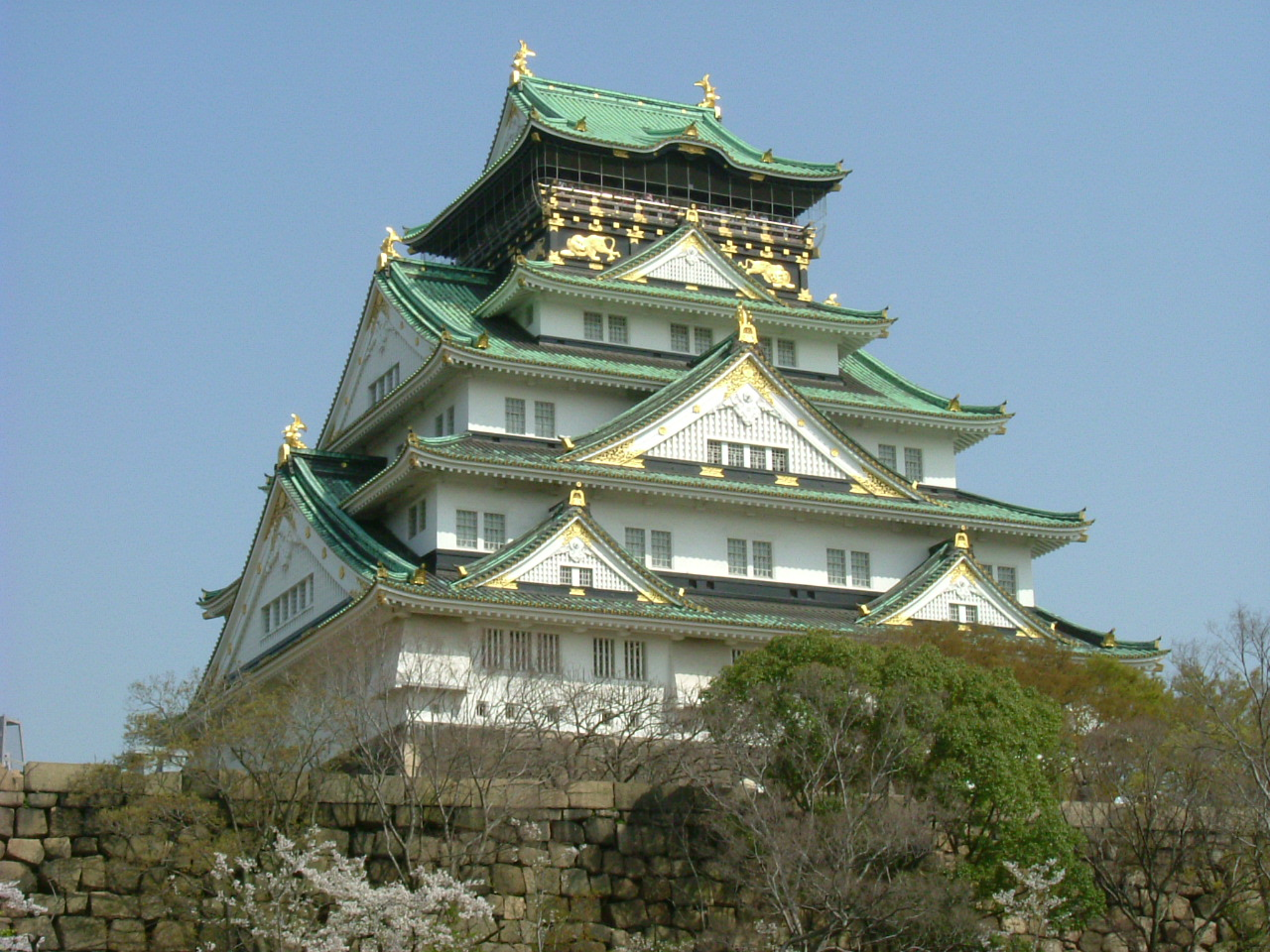
Il castello di Ōsaka

Nei primi anni del periodo Heian (794-1185), il lago Kawachi cominciò a prosciugarsi con l'assestamento dei fiumi che bagnano la città, e si formò una fertile pianura che permise l'agricoltura e lo stanziamento di nuovi abitanti.
Il Buddhismo nella sua fase iniziale in Giappone era stato recepito solo in ambienti di corte, dove fu affiancato allo Shintoismo in un riuscito processo di sincretismo. Nel periodo Heian, che fu di grande fermento religioso, la diffusione del Buddhismo anche ad altri strati della popolazione fece di Ōsaka un notevole centro di pellegrinaggio, e per soddisfare le esigenze dei nuovi buddhisti-shintoisti furono creati dei percorsi che comprendevano una tappa a Ōsaka, dove i templi di Shitennoji e di Sumiyoshi, tra loro vicini, erano sempre più visitati.
Nel XV secolo il monaco Rennyo (1415-1499), capo della setta religiosa Jodo Shinshu, rivitalizzò questa corrente buddhista nel tempio di Yamashina Hongan-ji, presso Kyōto, che grazie alla sua opera divenne una potente istituzione del paese. Rennyo diffuse la dottrina in altri centri e nel 1496 fondò il tempio di Ishiyama Hongan-ji sulle rovine del palazzo di Naniwa, nel punto più alto dell'altopiano Uemachi-daichi, a cui diede il nome di Ōzaka, grande pendio.
Questo fu uno dei periodi più turbolenti della storia del paese, con incessanti guerre tra clan di samurai e di nobili, e le sette religiose si uniformarono creando propri eserciti e fortificando i monasteri. Fra questi ebbero un ruolo di primo piano gli Jodo Shinsu, la cui crescita minacciò i piani di conquista e unificazione del Giappone del potente clan di Oda Nobunaga, il samurai che avrebbe acquistato un potere paragonabile a quello dello shōgun. Nel 1570 Oda Nobunaga diede inizio all'assedio di Ishiyama Hongan-ji, che era diventato una fortezza inespugnabile, e dopo 11 anni di vani tentativi i monaci accettarono di evacuare dopo l'intercessione dell'imperatore Ōgimachi.
L'opera di unificazione del Giappone fu portata a termine da Toyotomi Hideyoshi, il successore di Oda Nobunaga, che rase al suolo la fortezza-monastero e al suo posto vi costruì il castello di Osaka (大坂城?, Ōsaka-jō), che in seguito è stato ricostruito varie volte ed è uno dei monumenti simbolo della città. Fu in quegli anni che vennero disciplinate le acque cittadine; nel 1596 Hideyoshi diede il via al progetto per la costruzione dei primi argini del fiume Yodo, che spesso inondava la città. Nello stesso periodo furono scavati numerosi canali a Ōsaka per espandere i trasporti fluviali. Tali opere, oltre che a scongiurare le frequenti inondazioni, contribuirono al prosciugamento della laguna allora esistente, all'acquisizione di nuovi terreni e all'ulteriore inurbamento della città.
Con la morte di Hideyoshi, avvenuta nel 1598, il personaggio più influente del Giappone divenne Tokugawa Ieyasu, che si era instaurato a Edo, l'odierna Tokyo. Dopo aver sconfitto i rivali, nel 1603 Ieyasu fondò lo shogunato Tokugawa e Edo divenne la città politicamente più importante del paese. Il figlio di Hideyoshi, Toyotomi Hideyori, capeggiò dalla roccaforte di Ōsaka la resistenza al potere di Ieyasu, le cui armate incendiarono e rasero al suolo il castello nel 1615, ponendo fine al clan Toyotomi.

### Il periodo Edo
Con l'inizio del periodo Edo (1603-1867), ebbe inizio un periodo di stabilità per il paese, e Ōsaka venne ricostruita dalle macerie lasciate nelle molte guerre civili. Il lago Kawachi si prosciugò del tutto, la città prese la conformazione geologica che si vede nel ventunesimo secolo e vi fu un grande incremento demografico. Ōsaka divenne rapidamente una delle città più grandi e importanti del Giappone, ebbero un grande slancio gli scambi commerciali e una larga percentuale della popolazione entrò nella classe dei mercanti (商?, shō). Il porto tornò al suo antico ruolo di vitale importanza. Fu in questo periodo che Ōsaka divenne famosa come la "cucina del Giappone", grazie alle spedizioni di beni primari, in particolar modo il riso, da e per altri porti giapponesi e internazionali.
L'improvvisa ricchezza favorì la fioritura delle arti, Ōsaka sviluppò una propria scuola della classica arte figurativa espressa dagli ukiyo-e. In parallelo con la cultura urbana di Kyōto ed Edo, venne dato grande risalto a produzioni dei classici spettacoli teatrali bunraku e kabuki, ai quartieri del piacere, e si venne a creare una comunità artistica molto vitale.
La città divenne importante anche per lo sviluppo dell'istruzione giapponese. Tra le diverse scuole che nacquero, particolare importanza ebbe quella Tekijuku, fondata nel 1838, che formò intere generazioni di giapponesi allo studio delle scienze provenienti dall'occidente. Tra i suoi studenti, diversi furono quelli che sarebbero stati protagonisti della trasformazione del paese quando il Giappone uscì dal suo isolamento per entrare nell'era moderna.
Con la rottura dell'isolamento del paese e la riapertura degli scambi commerciali con l'occidente, il porto di Ōsaka fu, assieme a quello di Kōbe, il primo a riavviare nel 1868 le operazioni internazionali.

### Rinnovamento Meiji
Con gli enormi cambiamenti che caratterizzarono il paese dopo il rinnovamento Meiji (1868), e lo spostamento della capitale a Tokyo, Ōsaka entrò in un periodo di declino. Da capitale dell'economia e della finanza divenne un centro prevalentemente industriale. Ottenne lo status di città (市?, shi) nel 1889. Nel 1925, era la più grande e popolosa città del Giappone e la sesta al mondo.
Nel 1915 viene inaugurato lo Zoo di Tennōji, nell'area del parco omonimo.

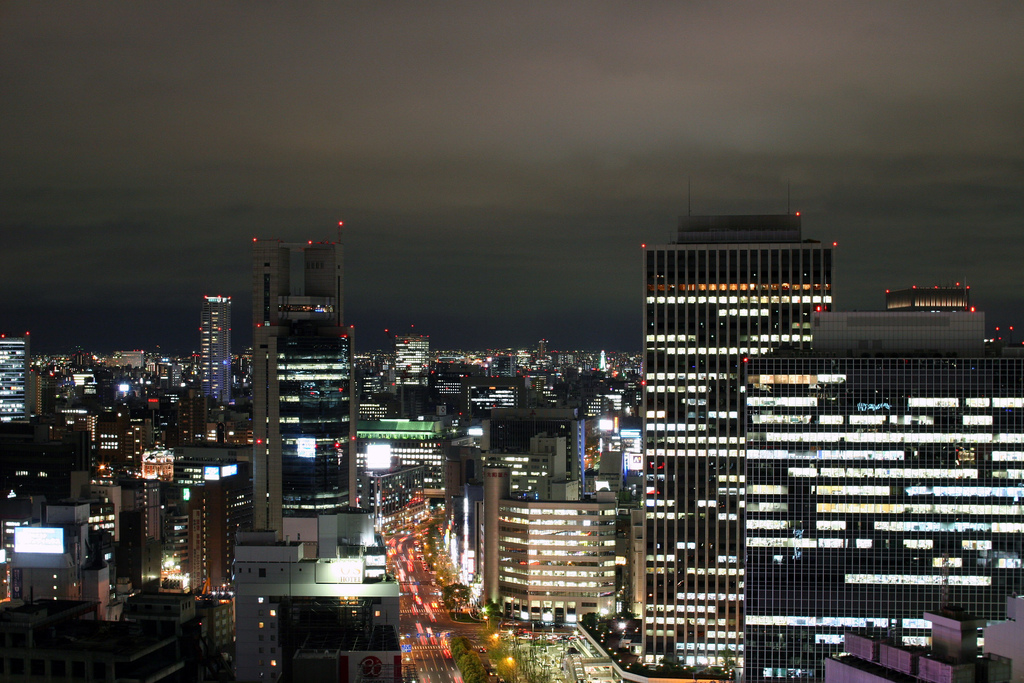
Ōsaka di notte.

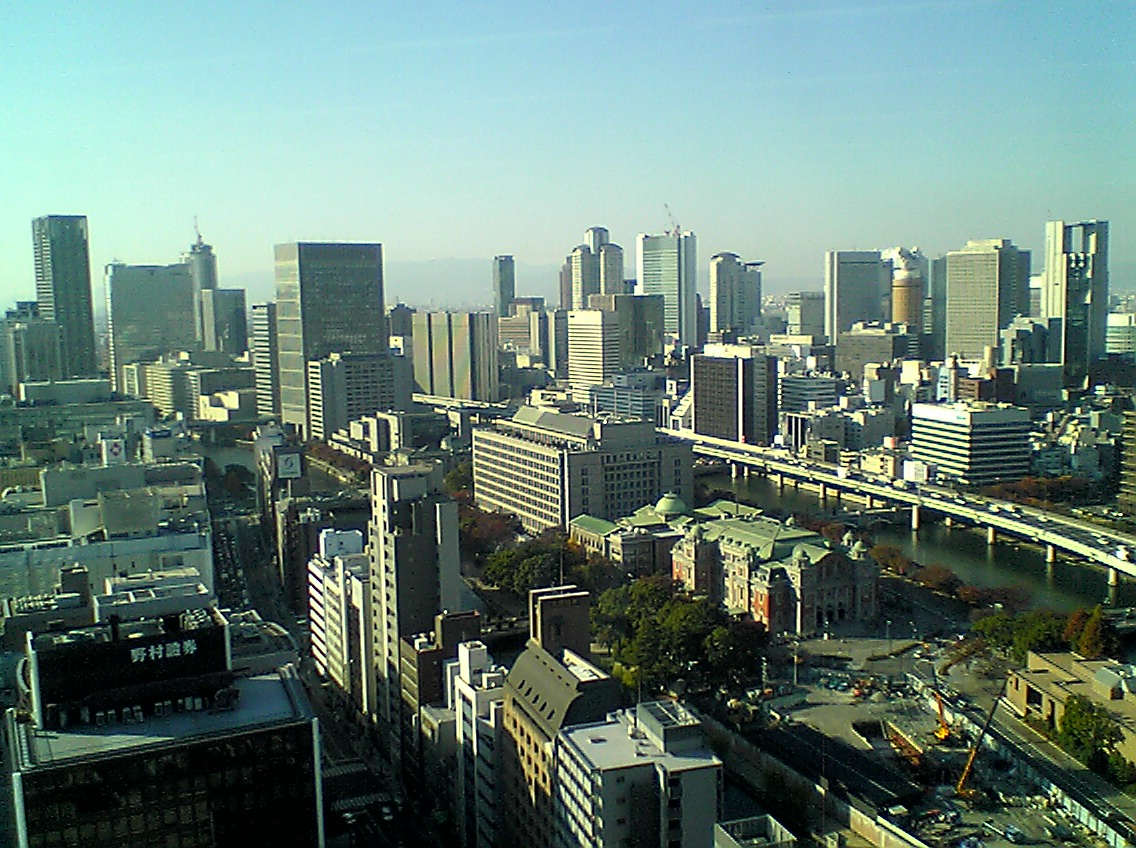
Skyline di Ōsaka.

### Nel presente
Dopo che, durante la seconda guerra mondiale, i bombardamenti alleati avevano raso al suolo un terzo della città, il piano di ricostruzione e la laboriosità dei suoi abitanti garantirono a Ōsaka una prosperità anche maggiore di quella dell'anteguerra. Vennero ricostruite le fabbriche e rilanciati gli scambi commerciali.
Fu scelta come sede per il prestigioso Expo 1970 (日本万国博覧会?, Nihon bankoku hakuran-kai), la prima esposizione mondiale mai tenuta in un paese asiatico. Da allora numerose sono state le manifestazioni internazionali svoltesi a Ōsaka, tra cui il summit dei paesi dell'APEC del 1995.
La moderna municipalità, che quando fu istituita nel 1889 occupava un'area di appena 15 km² comprendente i quartieri di Chūō e Nishi, a seguito di tre successive espansioni ha raggiunto la superficie di 222 km². Fu una delle prime città del Giappone a ottenere nel 1956 lo status di "città designata per ordinanza governativa".
Il piano per riorganizzare Ōsaka e la sua provincia facendola diventare una metropoli come Tokyo incontrò dure opposizioni in alcune municipalità, in particolare nella altamente popolata Sakai. Si ripiegò quindi su un progetto che prevedeva la soppressione dei 24 quartieri di Ōsaka, suddividendo quindi la città in 5 nuove speciali circoscrizioni dallo status simile a quello dei 23 quartieri speciali di Tokyo. Fu presentato dell'allora sindaco Tōru Hashimoto, leader del partito riformatore conservatore Associazione per la Restaurazione di Ōsaka da lui stesso fondato. Il referendum del 17 maggio 2015 indetto a Ōsaka per l'approvazione di tale progetto vide la risicata vittoria dei no, e di conseguenza Hashimoto annunciò il ritiro dalla politica.

## Monumenti e luoghi d'interesse

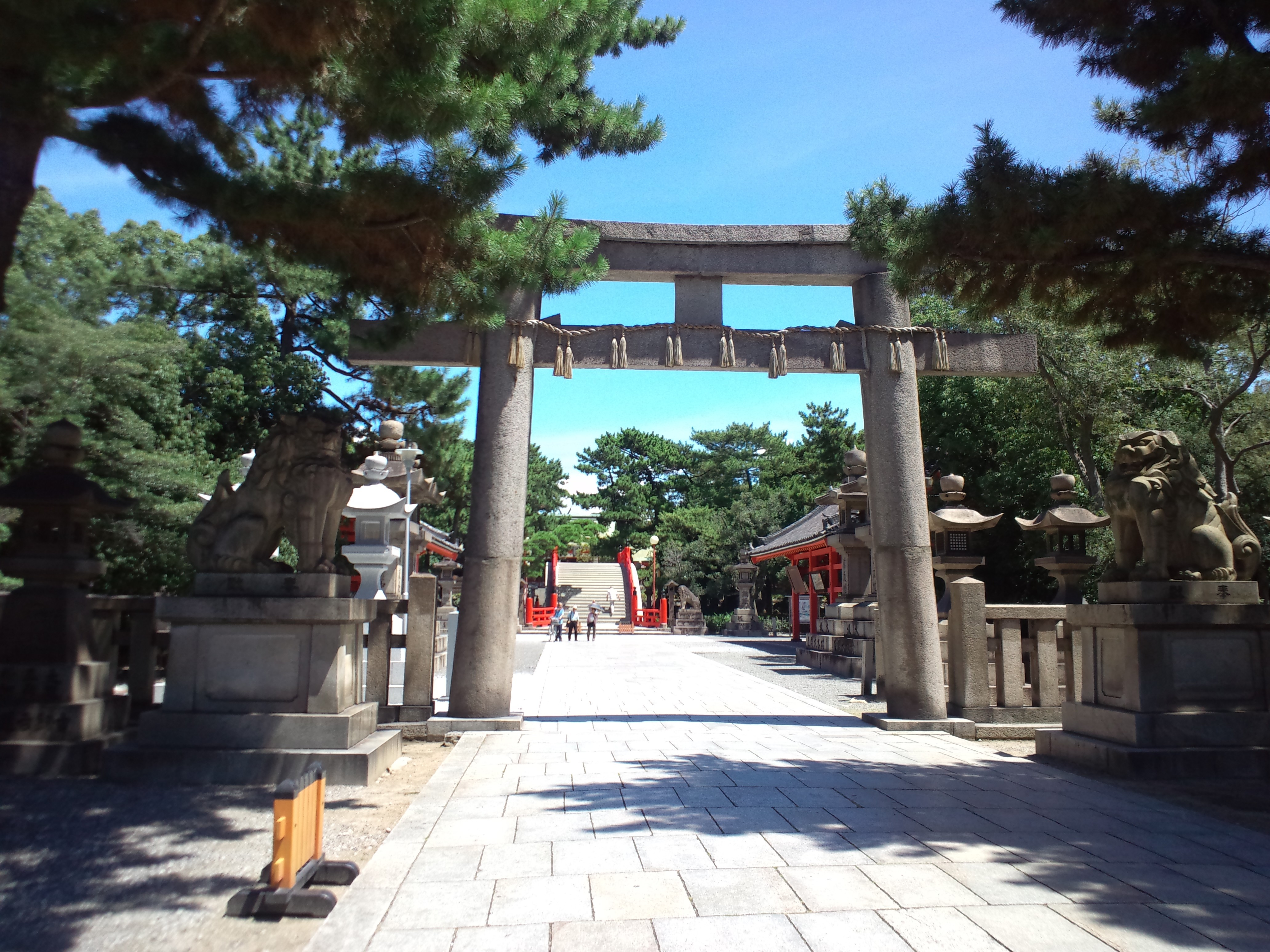
Uno dei torii di Sumiyoshi

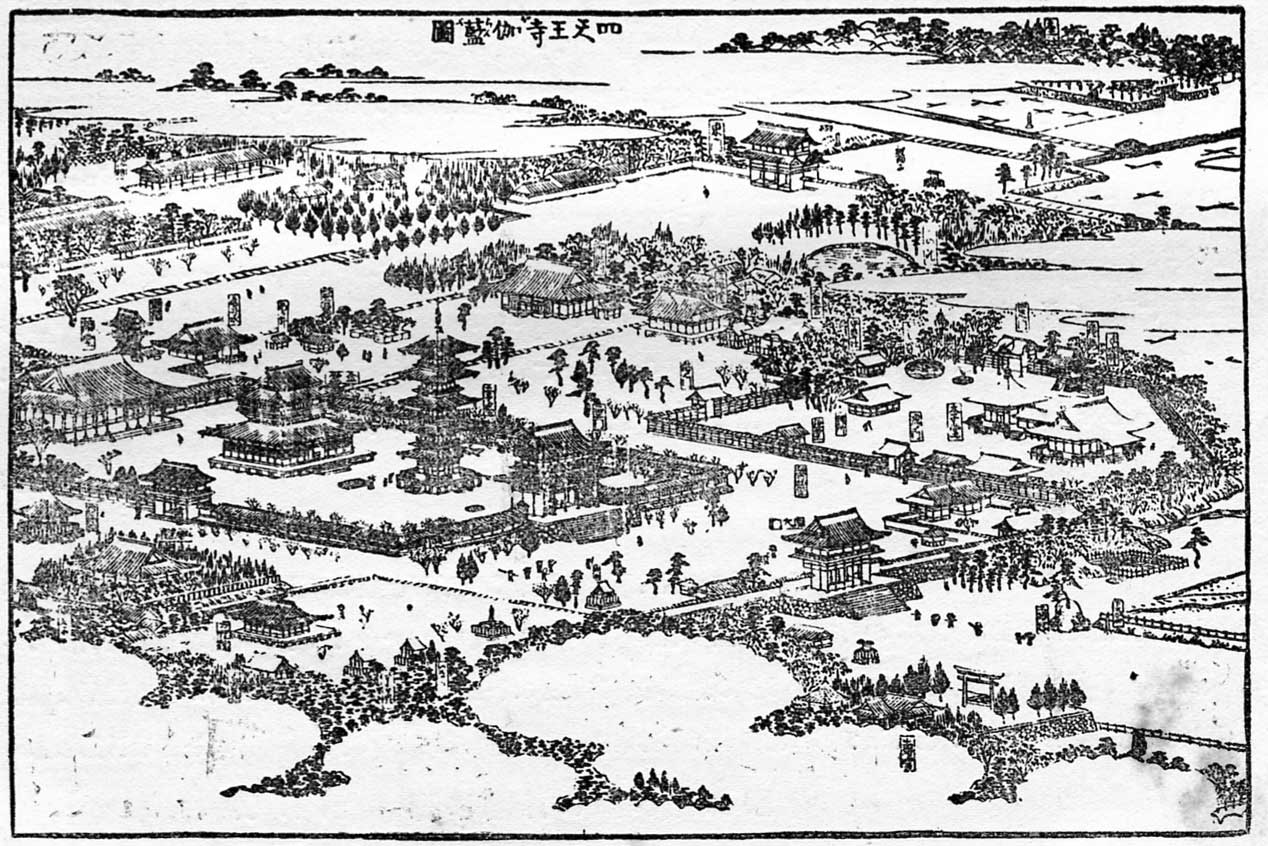
Stampa del 1933 con veduta di Shitennō-ji

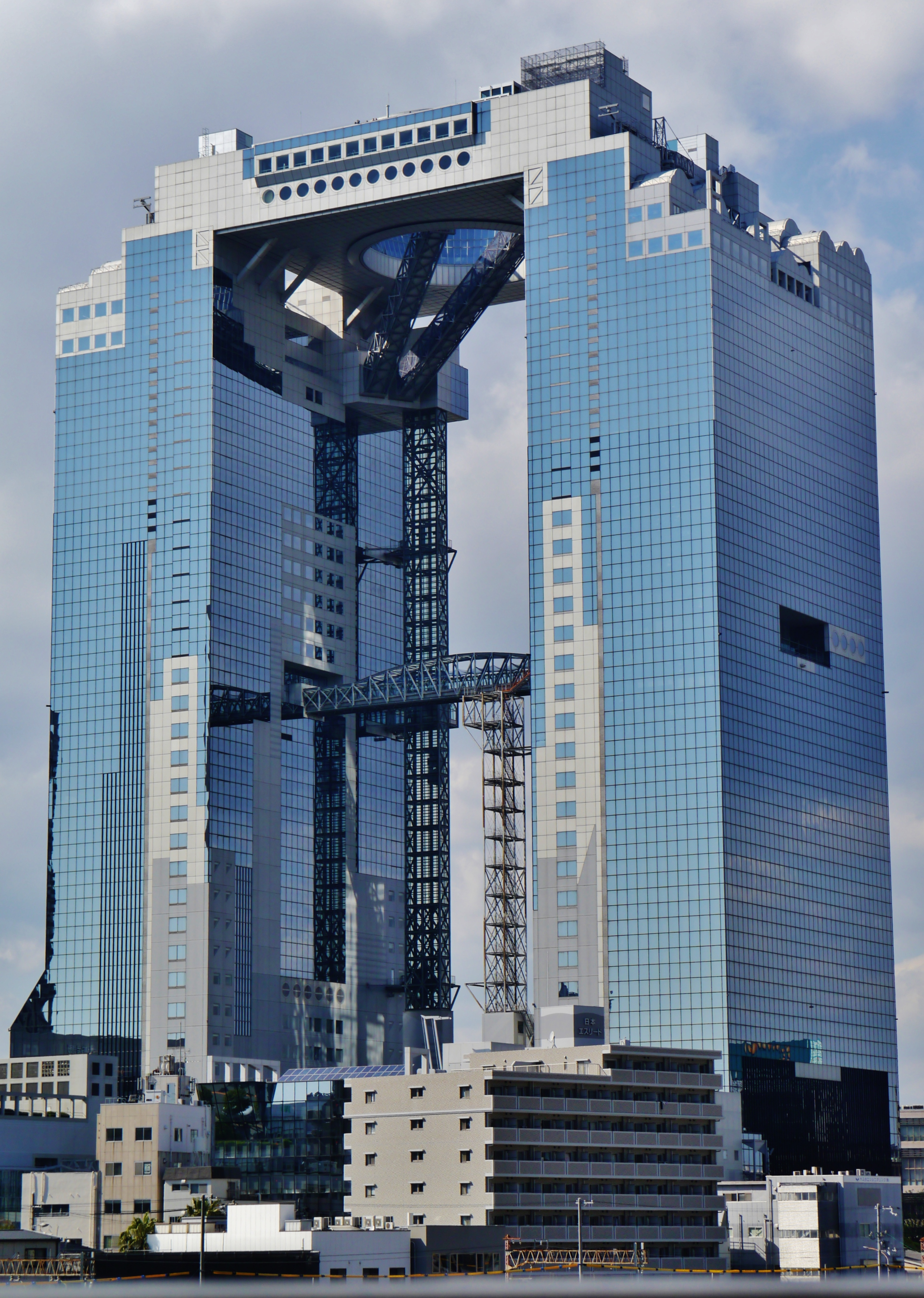
Umeda Sky Building

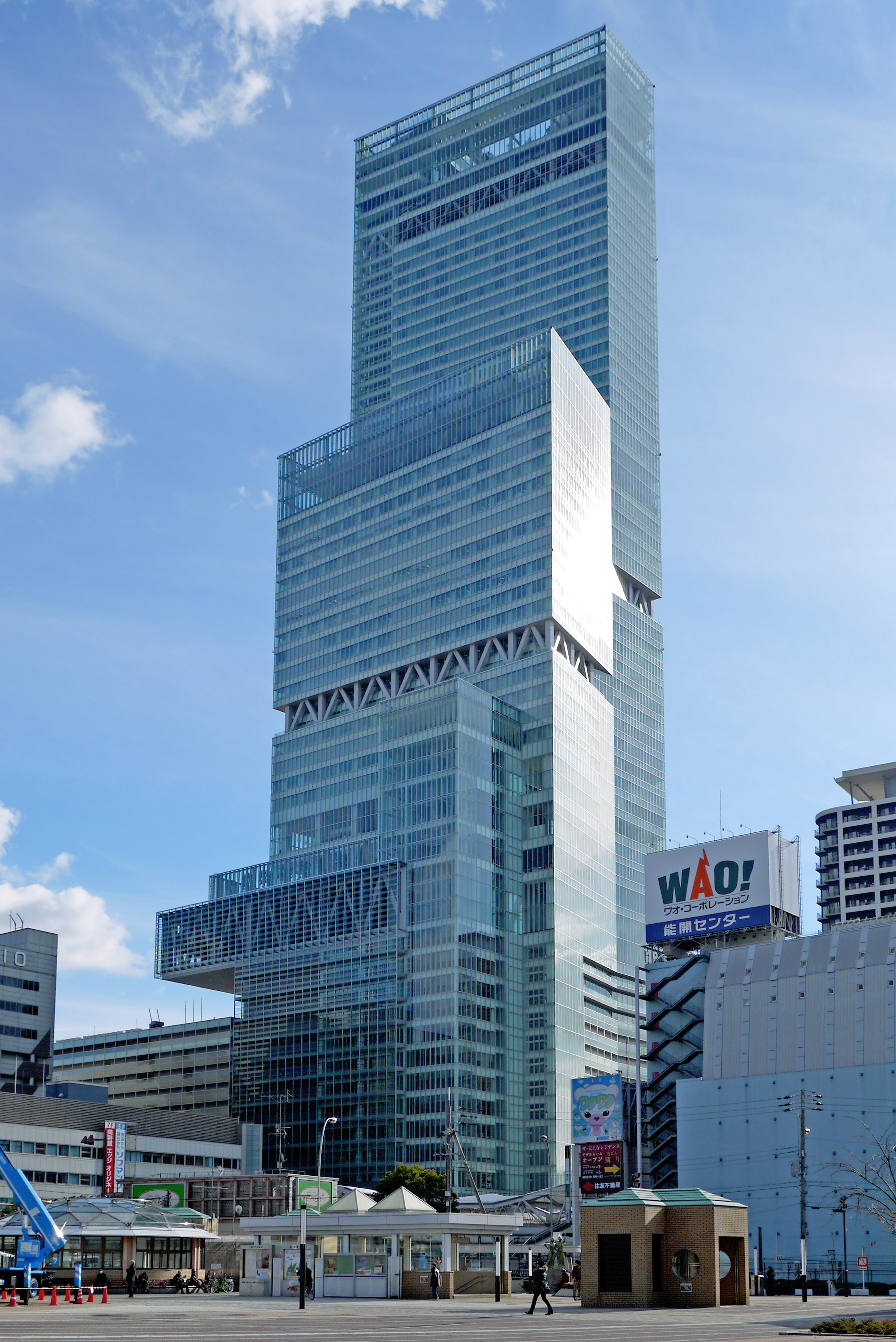
Abeno Harukas

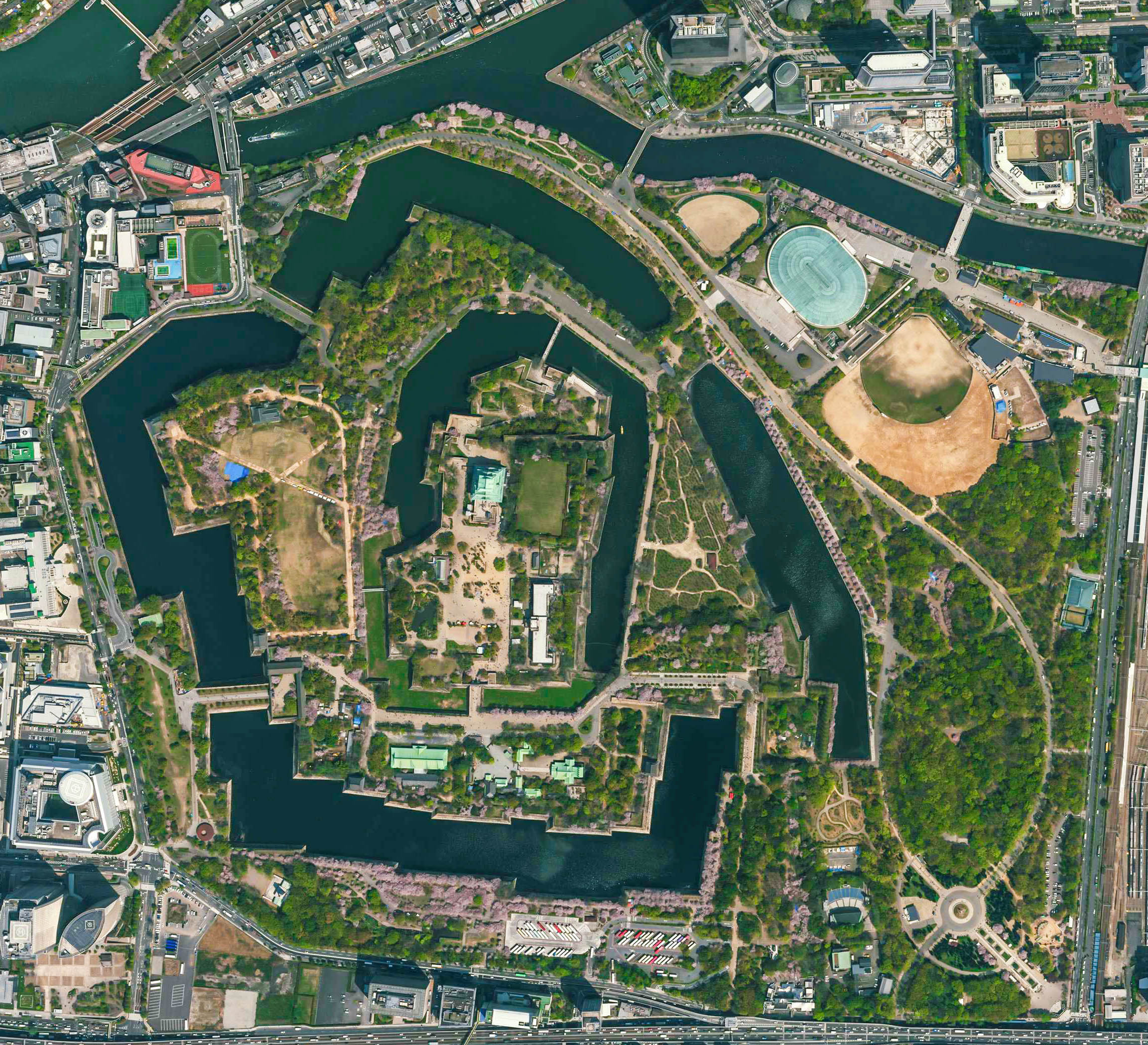
Castello di Osaka e parco

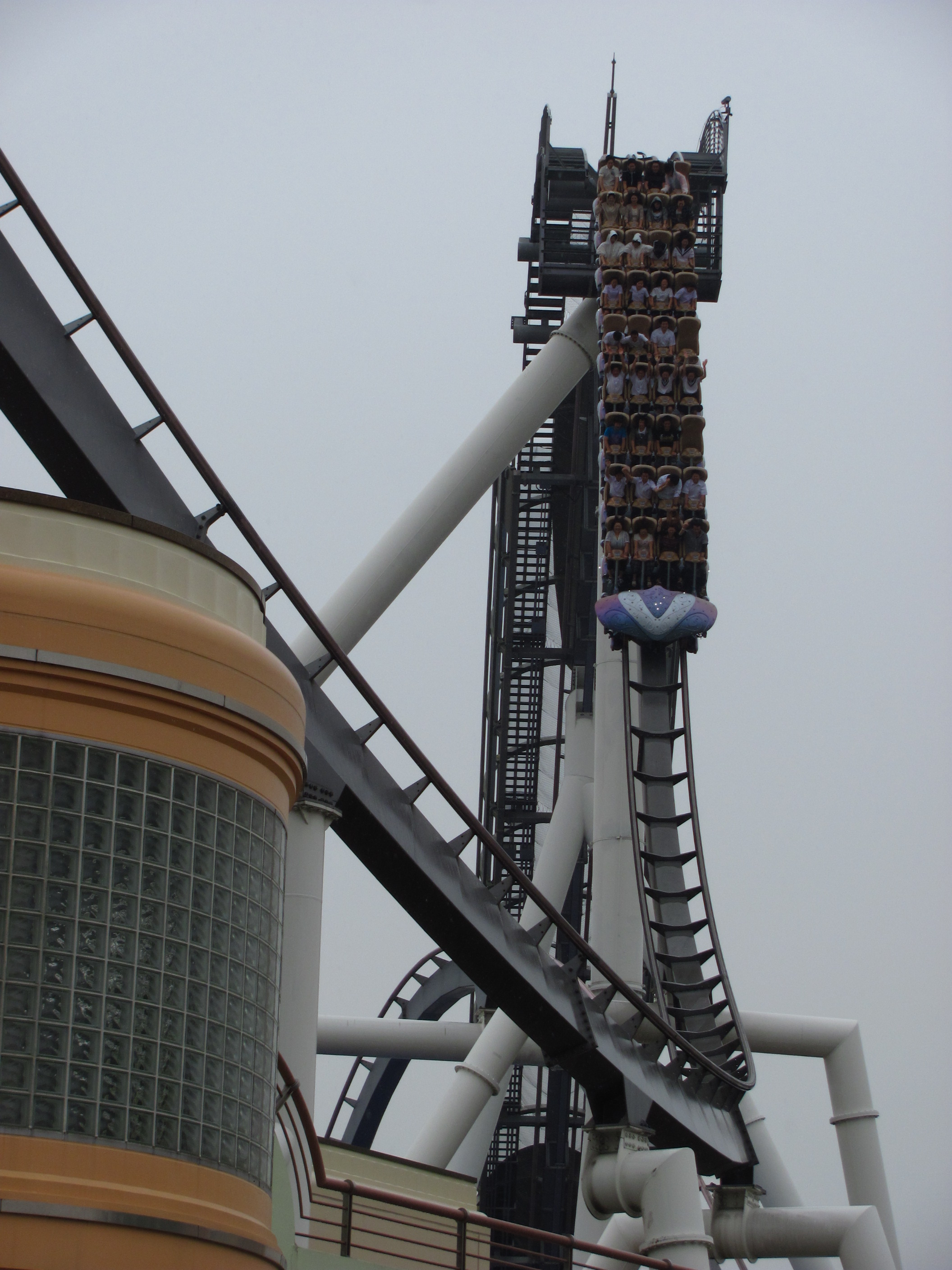
Montagne russe agli USJ

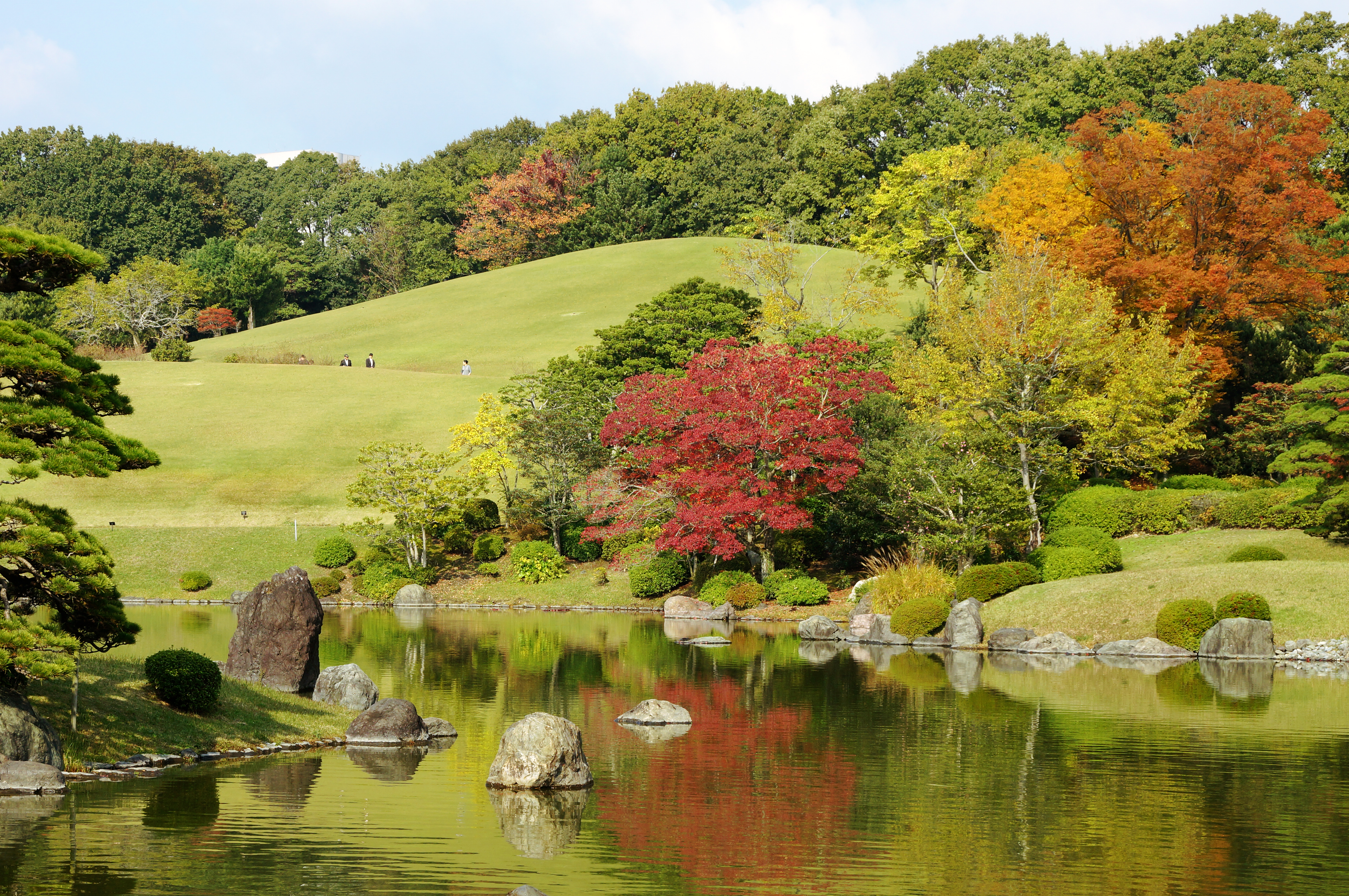
Parco dell'Expo nel 2013

### Architetture religiose
- Shitennō-ji, tempio buddhista fatto costruire nel 593 dal principe Umayado. Fu il primo dei grandi templi buddhisti del paese e il primo a ricevere sovvenzioni dalle autorità imperiali.[31]
- Grande santuario di Sumiyoshi, santuario shintoista costruito nel 211, il principale ed il più antico tra i 2.000 santuari Sumiyoshi del Giappone.

### Architetture civili
- Abeno Harukas, alto 300 metri e inaugurato nel 2014, è diventato il più alto dei grattacieli del Giappone.
- Umeda Sky Building, originale grattacielo composto da due torri gemelle di quaranta piani collegate tra loro nei due piani più alti dove si trova il Floating Garden Observatory, una delle principali attrazioni cittadine.[32]
- Tsūtenkaku, torre panoramica di 103 metri, altro simbolo cittadino.

### Architetture militari
- Castello di Osaka, inaugurato nel 1598 e simbolo della città, fu fatto costruire da Toyotomi Hideyoshi, uno degli artefici della riunificazione del Giappone. L'edificio fu teatro di grandi battaglie e riveste particolare importanza dal punto di vista storico.[33]

### Altro
- Kaiyūkan, uno dei più grandi acquari pubblici del mondo, situato vicino al porto cittadino a Minato-ku e progettato da Peter Chermayeff.
- Universal Studios Japan (USJ), parco tematico di divertimenti inaugurato nel 2001. Tra quelli della Universal è stato il primo aperto in Asia e uno dei più grandi e visitati al mondo.
- Tempozan, ruota panoramica con diametro di 100 metri situata nei pressi dell'acquario Kaiyūkan.

### Aree naturali
- Parco del castello di Osaka, uno dei più grandi parchi cittadini.
- Parco Commemorativo dell'Expo, un altro tra i più grandi parchi della zona, si trova a Suita nelle immediate vicinanze della periferia nord. È il sito in cui si tenne l'Expo 1970, la prima esposizione universale ospitata dal Giappone, il cui progetto fu affidato a un'équipe di architetti capeggiata da Kenzō Tange

## Cultura

### Università
La città ospita il più antico ateneo del Giappone, l'Università di Ōsaka, fondata nel 1869.
L'Università del Kansai, fondata nel 1886, ha la sede principale nella vicina Suita e campus a Osaka, in provincia e a Tokyo.

### Musei
Il Museo nazionale d'arte si trova nella centrale Nakanoshima e ospita in prevalenza collezioni di arte contemporanea. Nelle sue vicinanze sorge il Museo della Scienza di Osaka, che dispone di un planetario. Nel Museo delle ceramiche orientali vi sono oltre 2.000 manufatti in ceramica provenienti da Cina, Giappone, Corea e Vietnam. Il Museo municipale d'Arte di Osaka ospita importanti mostre e ha al suo interno oltre 8.000 tra dipinti e sculture giapponesi e cinesi. Il Museo di Storia di Osaka è specializzato nella storia cittadina dalla preistoria al presente.

## Geografia antropica

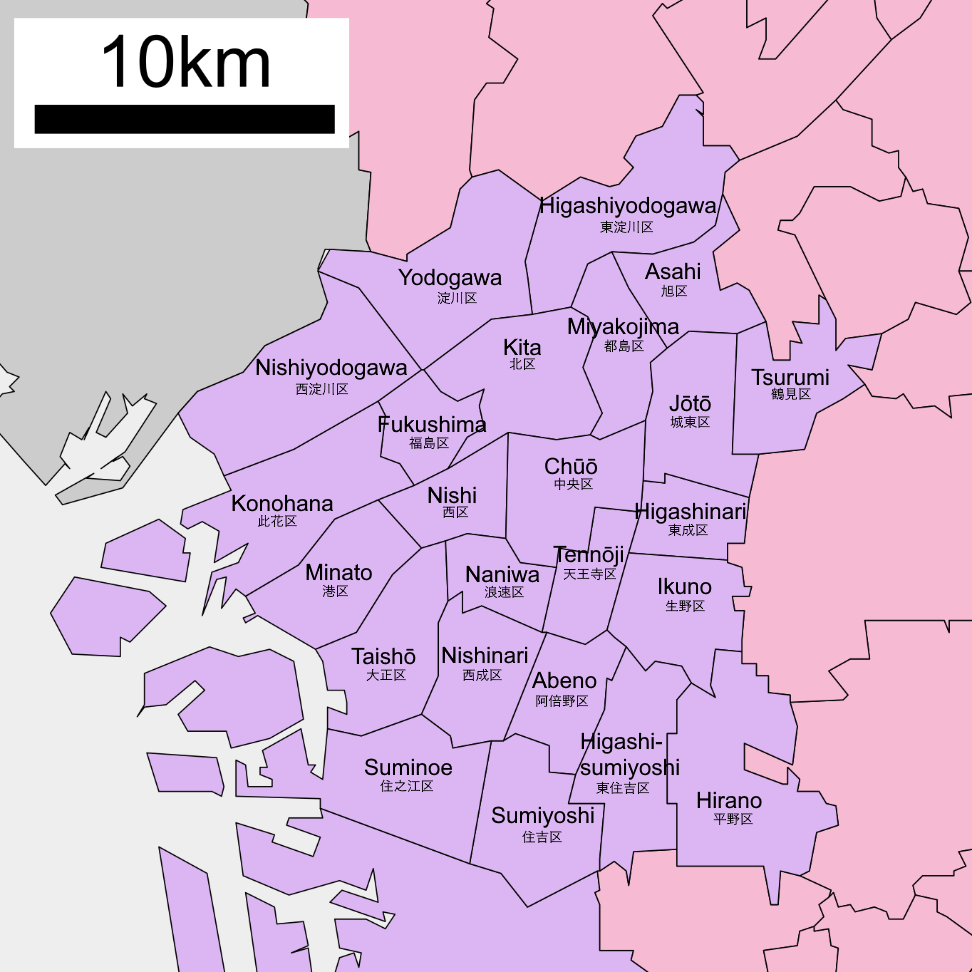
I quartieri di Ōsaka

### Suddivisioni amministrative
Ōsaka ha 24 quartieri (ku), uno in più dei quartieri speciali di Tokyo:

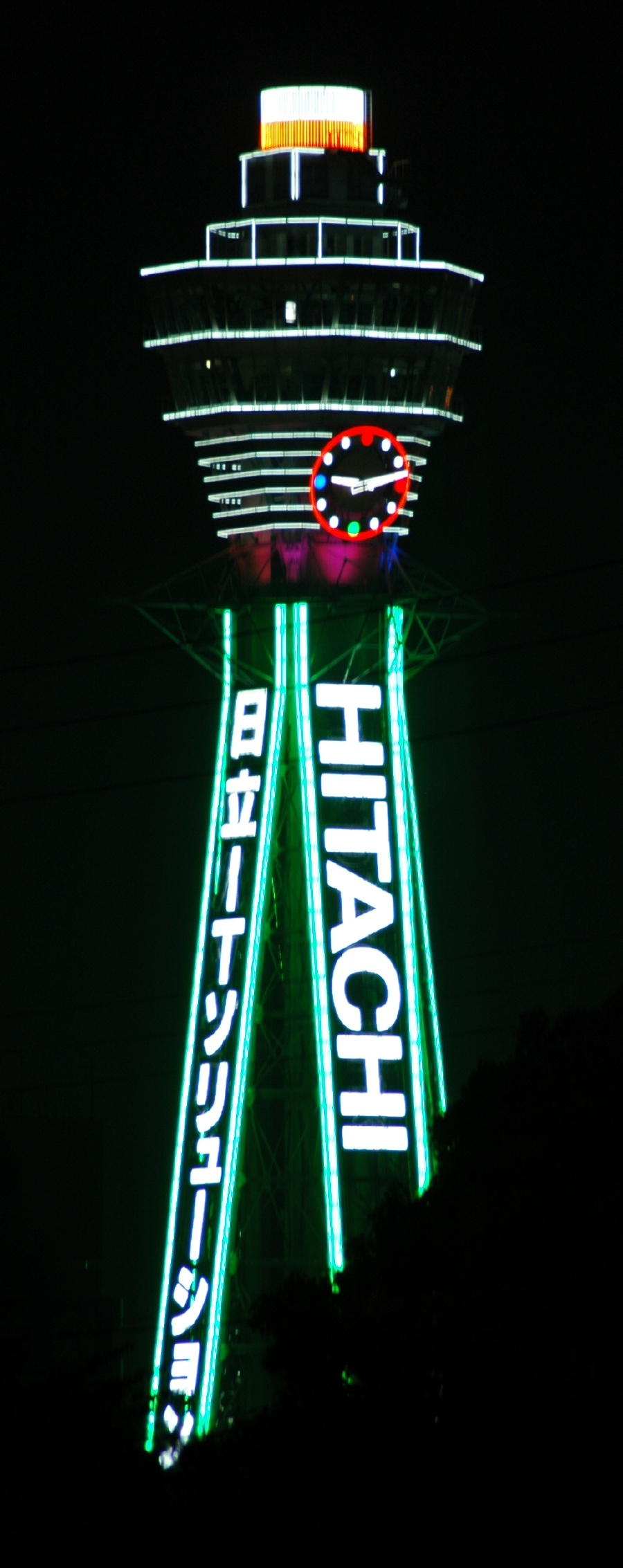
Tsūtenkaku

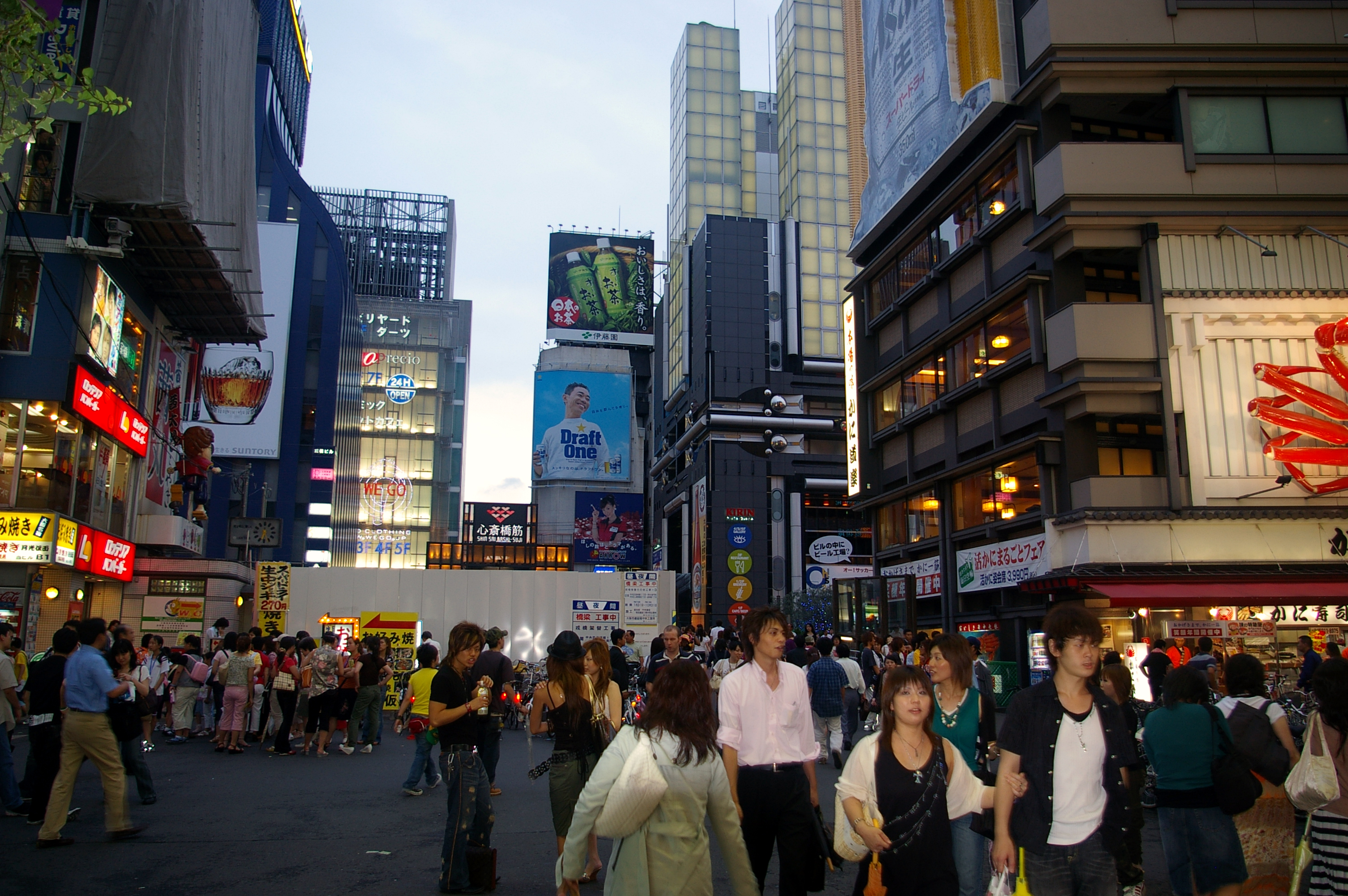
Folla a Namba

- Abeno-ku
- Asahi-ku
- Chūō-ku
- Fukushima-ku
- Higashinari-ku
- Higashisumiyoshi-ku
- Higashiyodogawa-ku
- Hirano-ku
- Ikuno-ku
- Jōtō-ku
- Kita-ku
- Konohana-ku

- Minato-ku
- Miyakojima-ku
- Naniwa-ku
- Nishi-ku
- Nishinari-ku
- Nishiyodogawa-ku
- Suminoe-ku
- Sumiyoshi-ku
- Taishō-ku
- Tennōji-ku
- Tsurumi-ku
- Yodogawa-ku

### Suddivisioni storiche

#### Centro della città
Il centro della città si divide in due aree: quella settentrionale, chiamata Kita (キタ, letteralmente Nord), e quella meridionale, Minami (ミナミ, Sud). Kita è grossomodo l'area che include e circonda l'affollatissima zona di Umeda, il principale nodo ferroviario cittadino, nonché sede di grandi magazzini, uffici e altre attività commerciali, mentre Minami ospita i distretti dello shopping e dell'intrattenimento di Namba, Shinsaibashi, Dōtonbori e Amerikamura (Villaggio americano). Il distretto degli affari "tradizionale", che comprende il municipio, i tribunali e le sedi centrali regionali delle maggiori banche, si trova a Nakanoshima, Yodoyabashi e Honmachi, tra Kita e Minami. Il nuovo distretto degli affari OBP (Ōsaka Business Park), è localizzato a est, nelle vicinanze del castello. Distretti degli affari si sono formati anche vicino alle stazioni di Tennoji, a sud, e di Kyobashi, subito a nord dell'Ōsaka Business Park.

##### Distretti delloshopping
- AmeriKamura o Ame-mura (villaggio americano) - articoli di moda giovanile, locali notturni
- Den Den Town (nel quartiere di Namba) - prodotti di elettronica
- Dōtonbori (nel quartiere di Namba) - grande assortimento di negozi, ristoranti, locali notturni
- Namba - grande assortimento di negozi, ristoranti, locali notturni
- Shinsaibashi - articoli di lusso, lunga galleria pedonale simile a un centro commerciale (Shōtengai), locali notturni, sale da tè
- Umeda - teatri, cinema, ristoranti, locali notturni, boutique e grandi magazzini.

## Economia

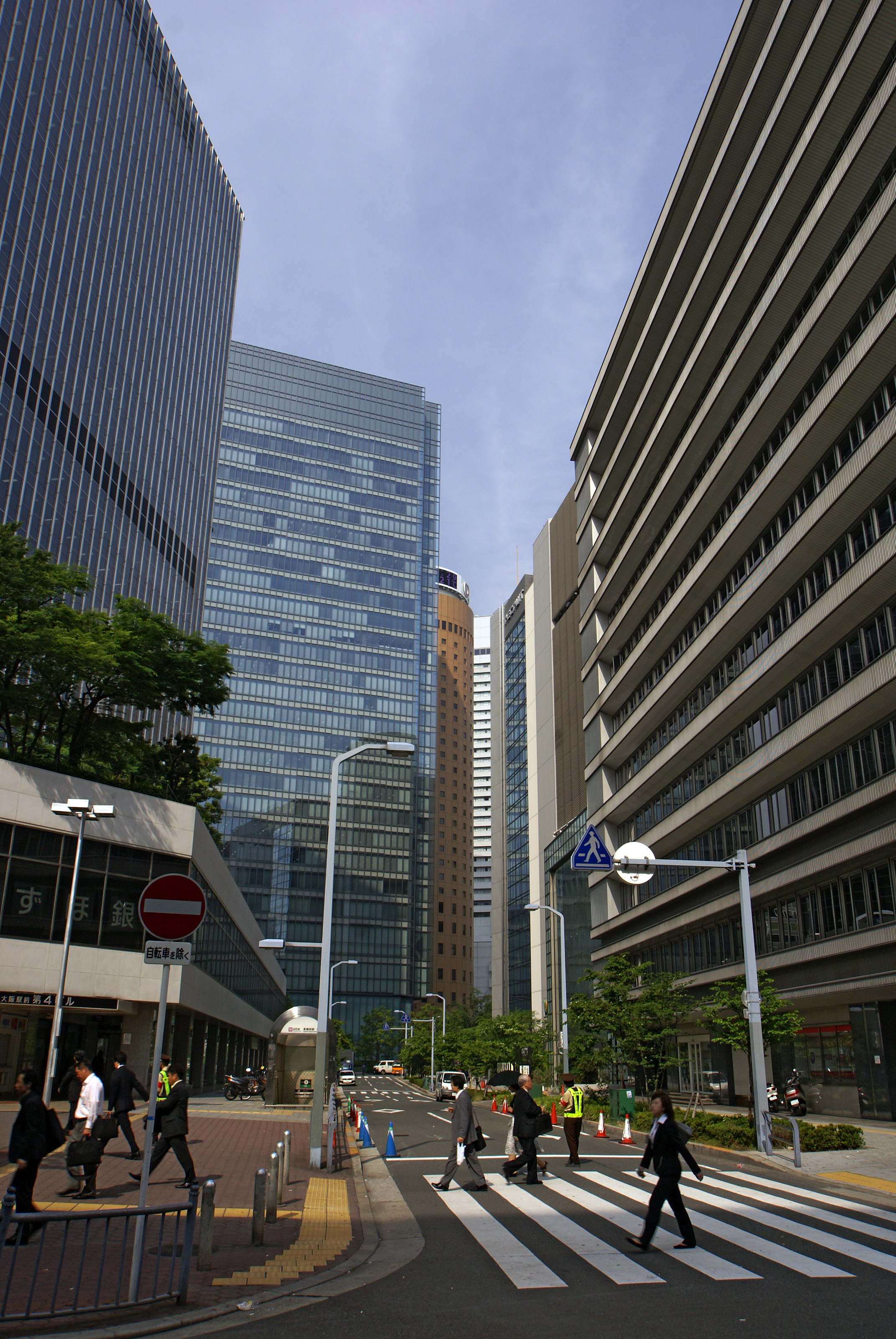
L'area della grande Ōsaka detiene il settimo più grande PIL al mondo dopo Tokyo, New York, Los Angeles, Chicago, Parigi e Londra

Il prodotto interno lordo della città di Ōsaka nell'anno fiscale 2004 fu di 21,3 trilioni di Yen, in aumento dell'1.2% rispetto all'anno precedente. Questo numero conta per il 55% dell'output della prefettura di Ōsaka e per il 26.5% in tutta la regione del Kinki. Nel 2004 i tre settori principali furono quelli del commercio, dei servizi e della manifattura, rispettivamente con un peso del 30%, 26% e 11% sul totale. Il prodotto interno pro-capite era di circa 3,3 milioni di yen, il 10% in più rispetto a quello dell'intera prefettura di Ōsaka.
MasterCard in una sua ricerca ha classificato Ōsaka al 19º posto tra le città più importanti al mondo come centri di commercio.
Il PIL nell'area della grande Ōsaka (Ōsaka e Kōbe) era stimato nel 2005 in circa 341 miliardi di dollari. Ōsaka, assieme a Parigi e Londra è uno dei territori più produttivi del mondo. Secondo uno studio Mercer, Ōsaka era nel 2007 l'ottava città per il costo della vita al mondo.
Storicamente Ōsaka è sempre stata il centro del commercio in Giappone, specialmente nell'epoca pre-moderna. Nomura Securities, la prima agenzia di cambio del Paese, venne fondata a Ōsaka nel 1925 e rimane molto importante nell'economia cittadina. Negli anni a cavallo tra il 1970 e il 2000, molte delle principali compagnie di Ōsaka hanno spostato i loro uffici centrali a Tokyo, determinando un sostanziale declino dell'economia cittadina. Tra le altre grandi aziende che hanno mantenuto la sede a Ōsaka vi sono Panasonic, Sharp e Sanyo.
In tempi più recenti sono stati avviati programmi per incentivare gli investimenti nazionali e internazionali in città. Al fine di sviluppare gli scambi commerciali con l'estero e di promuovere la cultura cittadina, l'amministrazione comunale ha aperto degli uffici di rappresentanza a Chicago negli Stati Uniti d'America, a Parigi in Francia, a Shanghai in Cina e a Singapore. L'Ōsaka Securities Exchange, specializzato in derivative come il Nikkei 225, è situato a Ōsaka. L'unione con il JASDAQ permetterà all'Ōsaka Securities Exchange di diventare la più grande borsa in Giappone per le compagnie start-up.

## Infrastrutture e trasporti

### Aeroporti
La città è servita dall'Aeroporto Internazionale di Ōsaka e dall'Aeroporto Internazionale del Kansai.

### Ferrovie

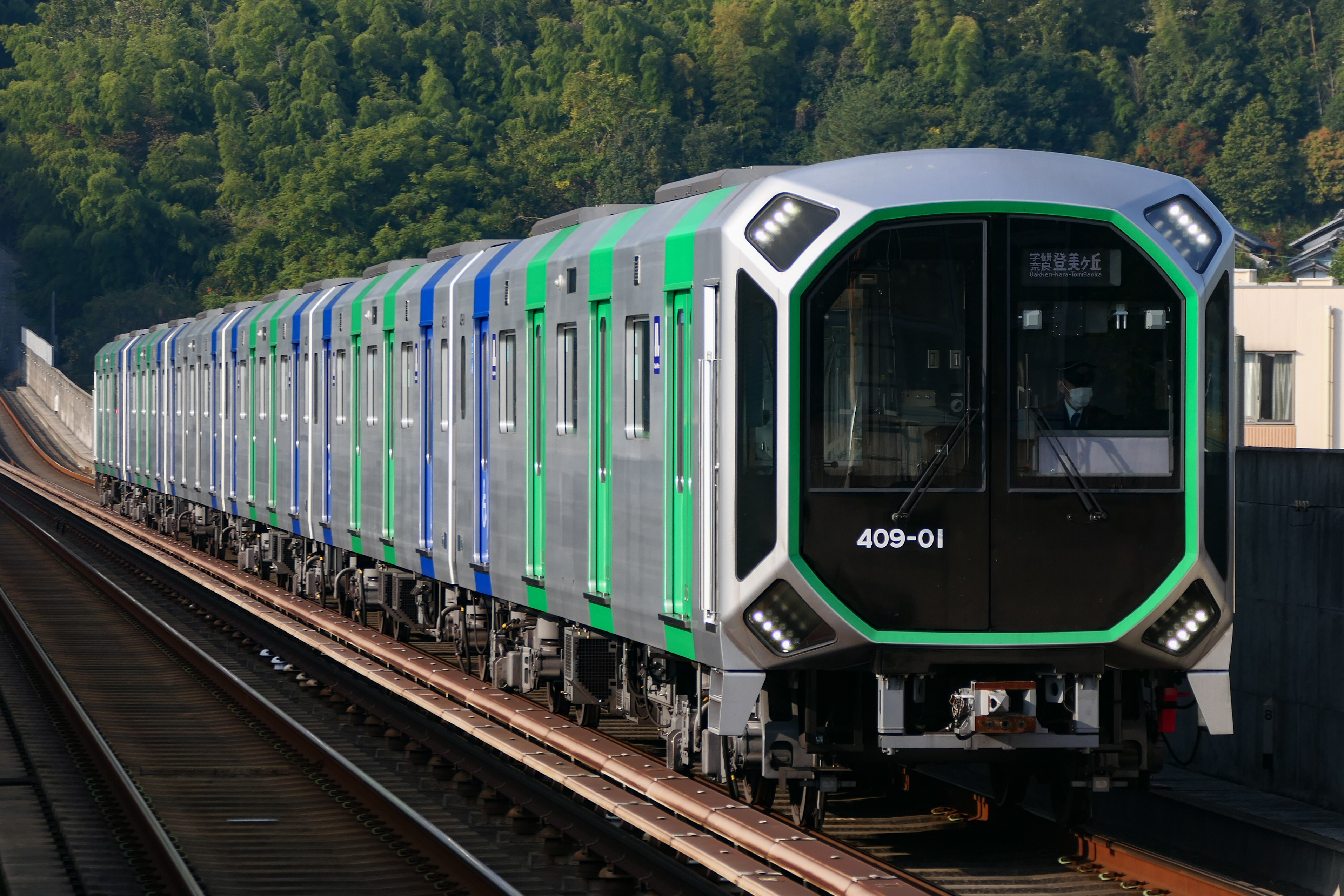
La Serie 400 della metropolitana di Osaka. Prodotta da Hitachi Rail.

Sono presenti le varie linee locali e nazionali delle ex ferrovie statali giapponesi, che dopo la privatizzazione del 1987 sono diventate un consorzio di ditte private che ha mantenuto il nome JR. Tra i vari servizi offerti vi è una linea che circoscrive il centro della città partendo dalla stazione di Ōsaka a nord fino alla stazione di Tennōji a sud, la Linea Circolare di Ōsaka, e la celebrata linea ad alta velocità Shinkansen, che collega le principali città giapponesi.
Vi sono inoltre altre compagnie private che offrono un'impressionante rete di linee ferroviarie operanti sia in città che fuori:
- Ferrovie Keihan, collegamenti con Kyōto
- Ferrovie Hankyū, collegamenti con Kyōto, Kōbe, Takarazuka
- Ferrovie Hanshin, collegamenti con Kōbe
- Ferrovie Kintetsu, collegamenti con Nara, Yoshino, Ise e Nagoya
- Ferrovie Nankai, collegamenti con Wakayama e diverse località a sud, nonché l'Aeroporto Internazionale del Kansai, già servito anche dalla JR.

La parte meridionale di Ōsaka è servita anche da una rete tranviaria, operata dalle Tramvie Hankai che collegano Ōsaka con Sakai.

### Metropolitana
Fra i 13 milioni di passeggeri giornalieri dell'area metropolitana di Osaka, la rete conta ogni giorno per circa 2,29 milioni di passeggeri.
Un servizio metropolitano con 8 linee e 123 stazioni supporta il trasporto nella città di Osaka.

### Trasporti stradali
Data l'alta concentrazione di edifici, l'esiguo spazio che rimane tra di essi e gli alti costi dei pochi parcheggi esistenti, la maggior parte degli abitanti di Ōsaka usa l'auto per le escursioni di fine settimana, preferendo affidarsi nei giorni lavorativi alla metropolitana e ai treni, che nelle ore di punta sono completamente stipati. Molto usate sono anche le biciclette, che affollano principalmente le aree contigue alle stazioni. L'amministrazione comunale punisce severamente chi le lascia al di fuori dei parcheggi a pagamento, in questi casi vengono spesso sequestrate e restituite previo pagamento di 2.500 yen. Per i motorini si devono pagare 4.000 yen.
Gli autobus cittadini sono abbastanza costosi, meno frequenti e meno usati. Questo servizio soffre della concorrenza della metropolitana, le cui varie linee sono collegate tra loro e permettono di raggiungere le destinazioni in tempi molto più brevi. Le corriere che collegano Ōsaka ad altre città del Giappone sono invece spesso affollate, soprattutto quelle notturne, sia per le tariffe concorrenziali rispetto a quelle delle ferrovie, sia per l'ottimo servizio che offrono.

## Amministrazione

### Gemellaggi
Ōsaka è gemellata con 8 città nel mondo e mantiene speciali relazioni con alcune altre:
Gemellaggi:
- Chicago
- Amburgo
- San Francisco, dal 1957
- San Paolo
- Shanghai
- Melbourne
- Milano
- San Pietroburgo

Città con legami di amicizia e cooperazione:
- Budapest
- Buenos Aires
- Busan

Ōsaka ha anche diversi porti gemellati e città partner d'affari.

### Consolati
A tutto il 19 aprile 2019, a Ōsaka erano presenti gli uffici consolari dei seguenti Stati: (l'asterisco * indica un consolato generale; se l'asterisco non è presente è perché indica un consolato onorario)
- Australia*
- Austria*
- Bielorussia
- Belgio
- Bhutan
- Bulgaria
- Cambogia
- Canada
- Cile
- Cina*
- Croazia
- Danimarca
- Estonia

- Etiopia
- Germania*
- Ungheria*
- India*
- Indonesia*
- Italia*
- Kazakistan
- Corea del Sud*
- Lettonia
- Lituania
- Messico
- Micronesia*
- Mongolia*

- Marocco
- Nepal*
- Paesi Bassi*
- Nuova Zelanda*
- Oman
- Pakistan
- Filippine*
- Portogallo
- Romania
- Russia*
- Senegal*
- Serbia
- Singapore*

- Slovacchia
- Spagna
- Sri Lanka*
- Svizzera*
- Taiwan (solo camera di commercio)
- Tanzania
- Thailandia*
- Regno Unito*
- Stati Uniti*
- Uzbekistan
- Vietnam*

## Sport

### Baseball
Gli Hanshin Tigers sono la squadra di baseball più seguita in città, oltre ad avere un gran numero di sostenitori in tutto il Giappone. Fondati nel 1936, si sono aggiudicati diverse volte i titoli di campioni del Giappone e della Central League della NPB, il massimo campionato professionistico del Paese. Giocano le partite casalinghe nello stadio Hanshin Kōshien, struttura che ospita due volte l'anno l'atteso campionato delle scuole superiori del Giappone. In tali occasioni gli Hanshin Tigers giocano all'Osaka Dome la maggior parte delle partite interne. La seconda squadra di Osaka sono gli Orix Buffaloes, che militano nella Pacific League, l'altro raggruppamento che forma la NPB. Fondati nel 2005 dalla fusione degli Orix BlueWave e degli Osaka Kintetsu Buffaloes, non hanno mai vinto alcuno dei maggiori titoli nazionali, ma i loro predecessori si imposero diverse volte sia come campioni del Giappone sia nella Pacific League. Giocano gli incontri casalinghi all'Osaka Dome o allo stadio del baseball del Parco degli sport di Kobe.

### Calcio
Le principali squadre calcistiche di Osaka sono il Gamba Osaka e il Cerezo Osaka (ex Yanmar Diesel), che giocano gli incontri interni rispettivamente al Suita City Football Stadium e allo Stadio Nagai. Entrambe le squadre si sono aggiudicate i maggiori titoli nazionali e il Gamba ha vinto anche una Champions League Asiatica. Allo stadio Nagai furono disputate tre partite del Campionato mondiale di calcio 2002 e due del torneo di calcio alle Olimpiadi di Tokyo 1964.

### Altri sport
Gli Osaka Evessa sono una delle squadre di vertice della pallacanestro maschile nazionale; fondati nel 2005, furono subito ammessi nella massima divisione nazionale, la Bj league, e si aggiudicarono i primi tre campionati a cui parteciparono. La squadra di rugby a 15 dei Kintetsu Liners ha giocato diverse volte nella Top League, la massima divisione giapponese, e disputa le partite interne all'Hanazono Rugby Stadium. Nello stesso stadio saranno disputati quattro incontri della Coppa del Mondo di rugby 2019. Il "Torneo di primavera" (春場所?, Haru Basho) di sumo, uno dei principali a livello nazionale, si tiene ogni anno al Ginnasio della prefettura di Osaka.
Fino al 2010 si è svolto l'Osaka Grand Prix, un meeting internazionale di atletica leggera che era inserito nel circuito World Challenge e si teneva annualmente nel mese di maggio allo stadio Nagai, struttura in cui furono ospitati anche i Campionati del mondo di atletica leggera 2007. Nel 2018 e 2019 lo stadio è stato sede di un altro meeting di atletica leggera, il Golden Grand Prix. In città si disputa inoltre la maratona di Osaka. Altri importanti eventi sportivi disputati a Osaka sono stati diversi incontri del Campionato mondiale maschile di pallavolo 1998 e delle edizioni 1998, 2006 e 2010 del Campionato mondiale femminile di pallavolo.

## Ōsaka nella cultura di massa

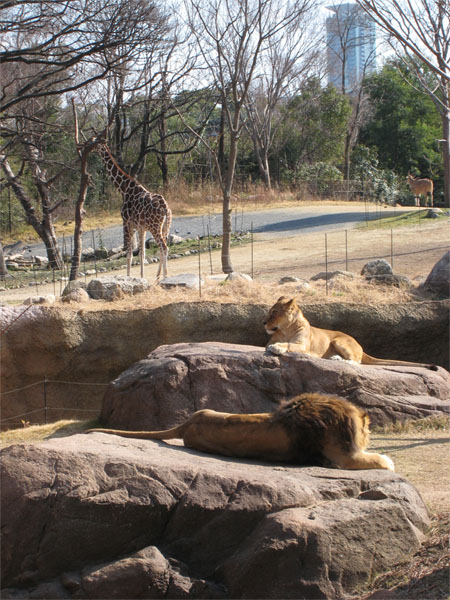
La gabbia dedicata alla Savana nello Zoo di Tennōji

Una delle più note canzoni di Eugenio Finardi si intitola Le ragazze di Ōsaka.
Nella canzone Lovers in Japan della band inglese Coldplay, viene fatto un riferimento a Ōsaka.
Nella canzone We're takin' it back (Nitro feat. DJ Slait) viene menzionato il "demone di Ōsaka".
Nell'anno 1989 vi si è stato girato, con non poche difficoltà, il film thriller, Black Rain - Pioggia sporca, diretto da Ridley Scott con Michael Douglas e Andy García.
Il lungometraggio anime Josée, la tigre e i pesci (K. Tamura, 2020), tratto dall'omonimo racconto di Seiko Tanabe (originaria di Osaka), è ambientato in città e raffigura in maniera riconoscibile una ragionata selezione di suoi luoghi.

## Galleria d'immagini

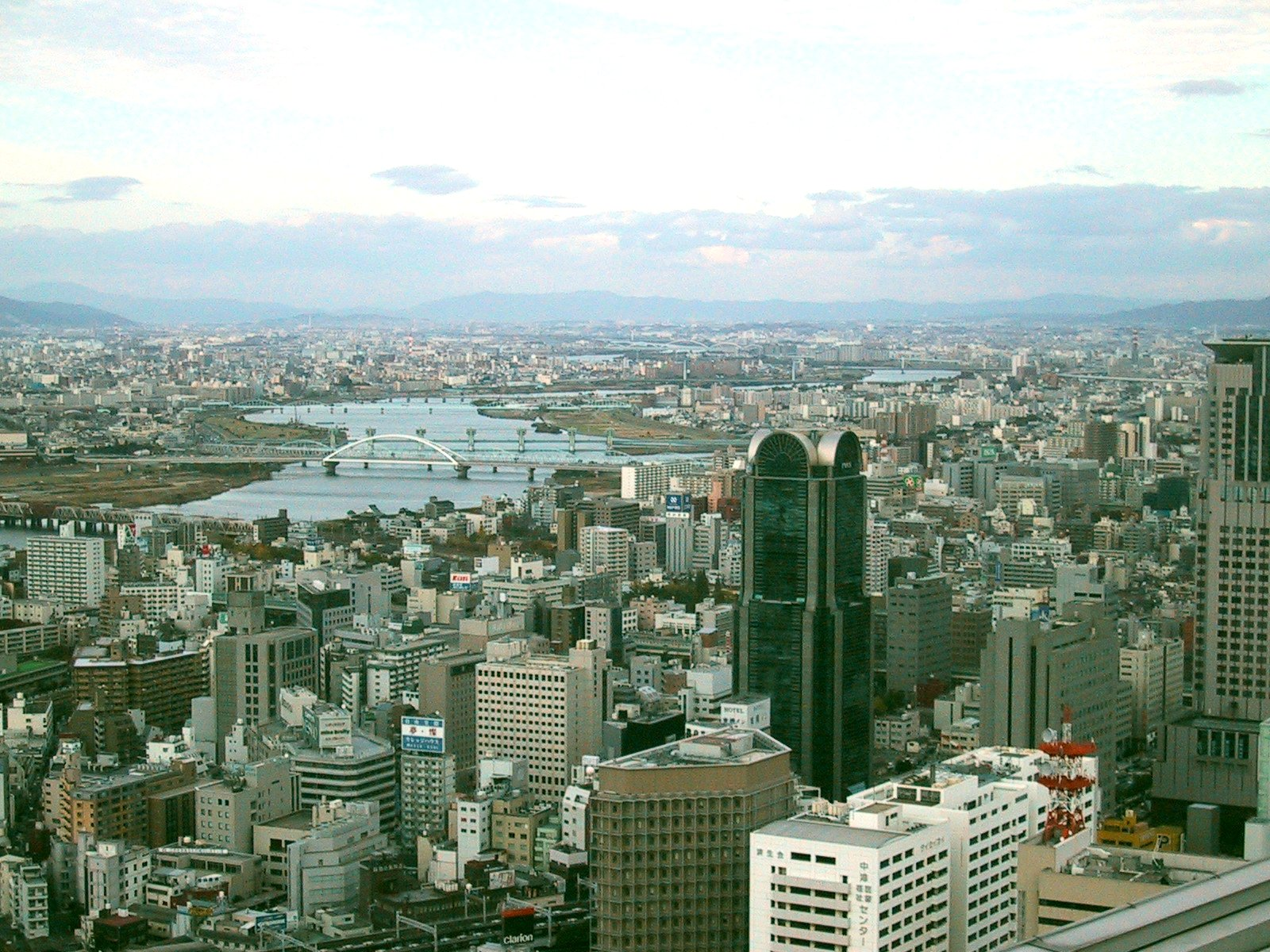
Osaka vista dalla cima dell'Umeda Sky Building
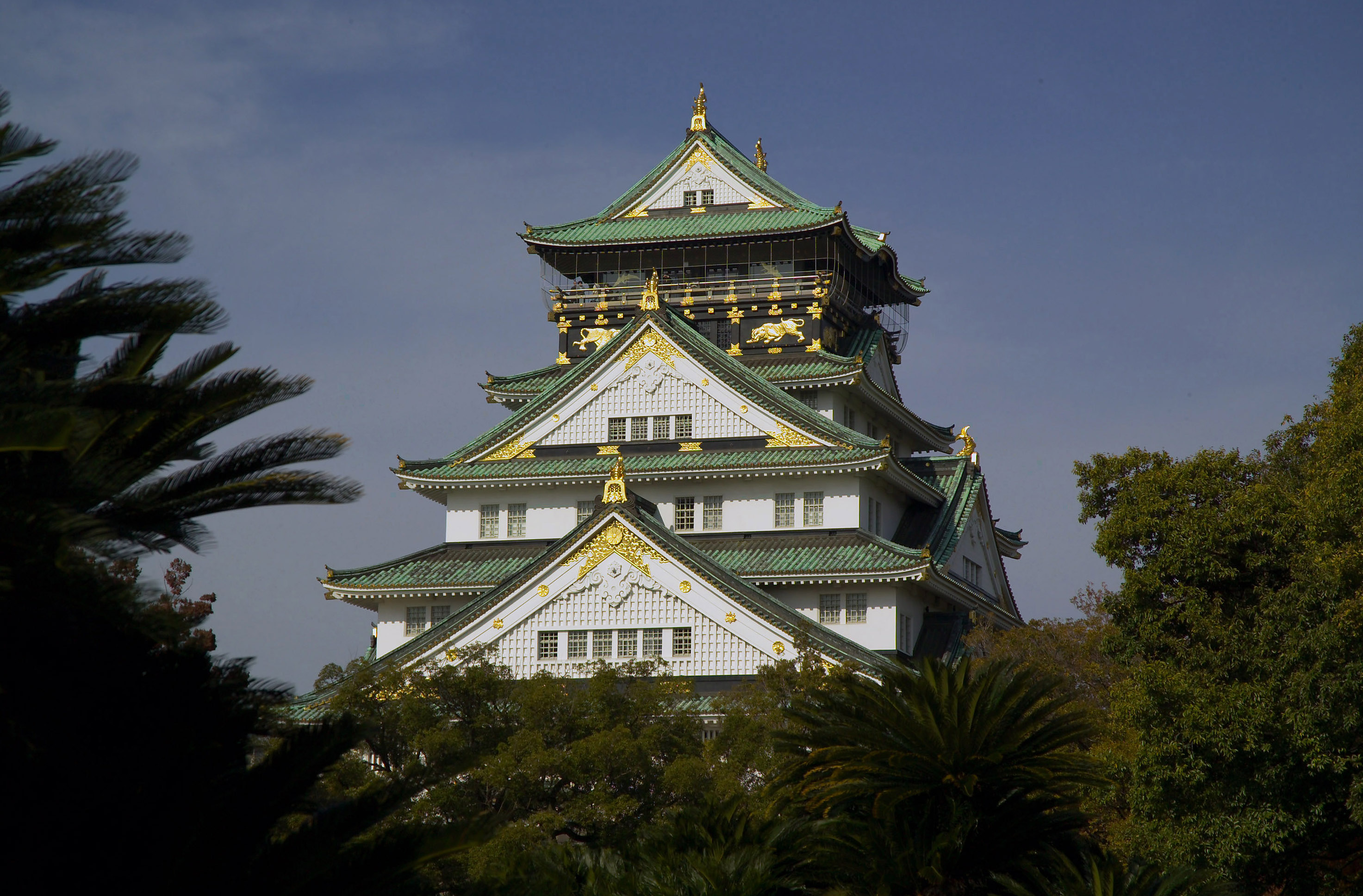
Ōsaka-jō
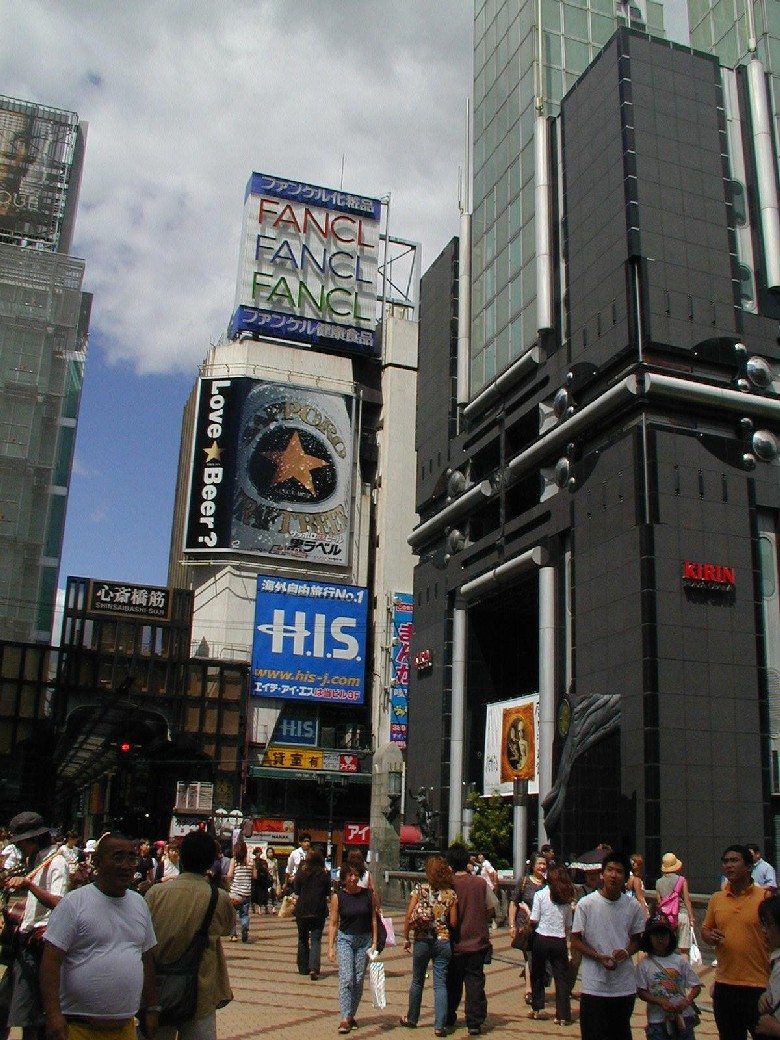
Centro della città
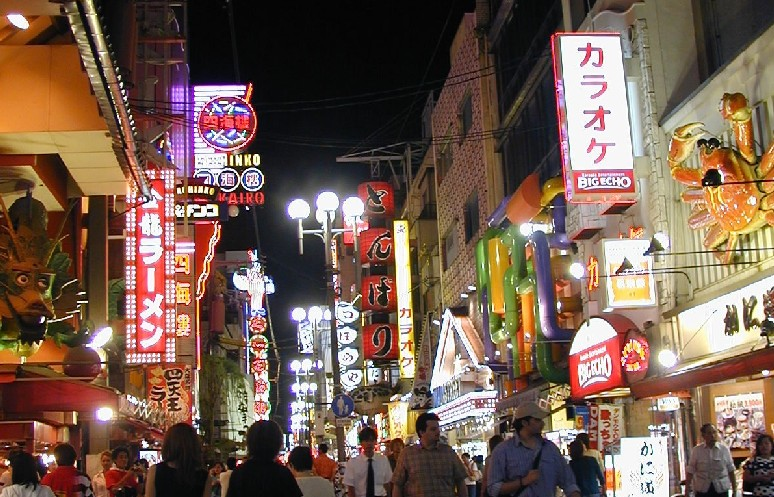
Osaka di notte
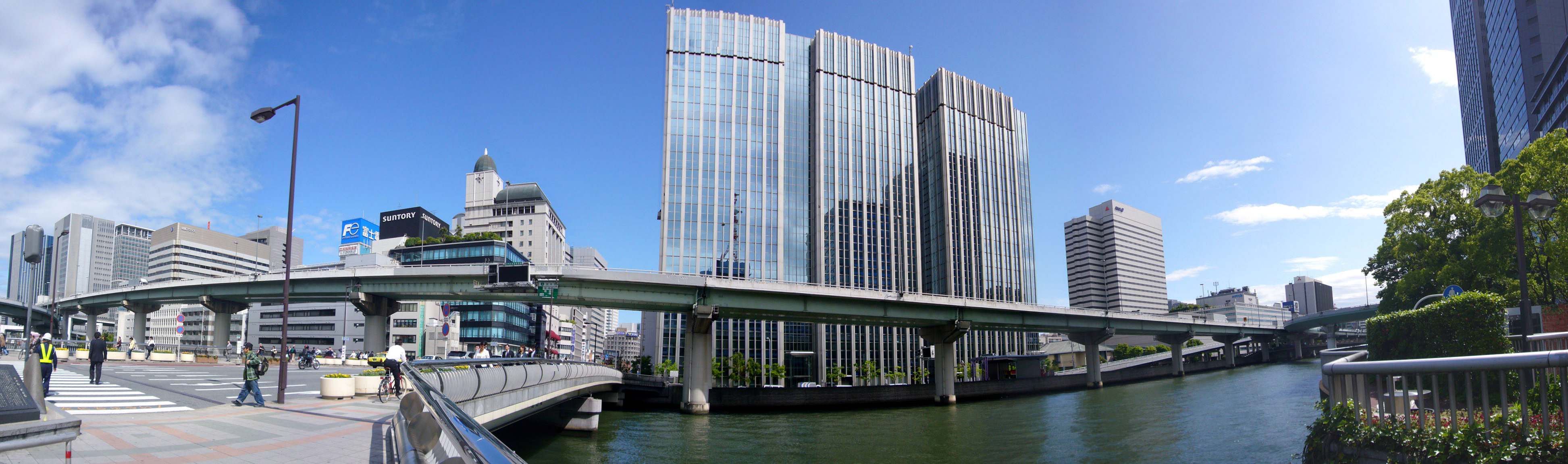
Il viale Yotsubashisuji